# Église Saint-Pierre de La Sauve
Pour les articles homonymes, voir Église Saint-Pierre.
L'église Saint-Pierre est une église catholique située dans la commune de La Sauve, dans le département de la Gironde, en France.

## Localisation
L'église se situe au faîte d'une colline, 500 mètres à l'ouest de l'abbaye de La Sauve-Majeure, rue de l'église. L'ancien bourg de La Sauve Majeure s'étendait entre l'église et l'abbaye. Elle est bien visible depuis le portail ouest de l'abbaye et dresse le mur oriental de son chevet comme une façade décorée, tournée vers le village et le monastère.

## Historique et description
Outre son abbaye, la commune de la Sauve possède l’église Saint-Pierre, qui date de la même époque et a été également élevée grâce à saint Gérard de Corbie. Cependant, la ville qui s'installa autour de l'abbaye était formée de deux paroisses : Saint-Jean et Saint-Pierre, ayant chacune son église. L'église Saint-Jean occupait la place de la halle actuelle, au pied de l'abbaye. Elle a été détruite vers 1690.
L'église Saint-Pierre est fondée en 1083 et reconstruite à la fin du XIIe et début du XIIIe siècle dans le style gothique, mais avec quelques rappels de l'art roman dans la forme de modillons figurés.
L'église primitive se composait d'une nef rectangulaire à chevet plat timbré de trois fenêtres parallèles que l'on appelle un 'triplet'. Elle avait la silhouette austère qui caractérisait les églises templières de la Gironde. Vers 1524, un collatéral était ajouté au nord de la nef. De l'édifice originel il ne reste que, au sud, un pan de mur en petit appareil, séparé par des arases de pierres de taille.

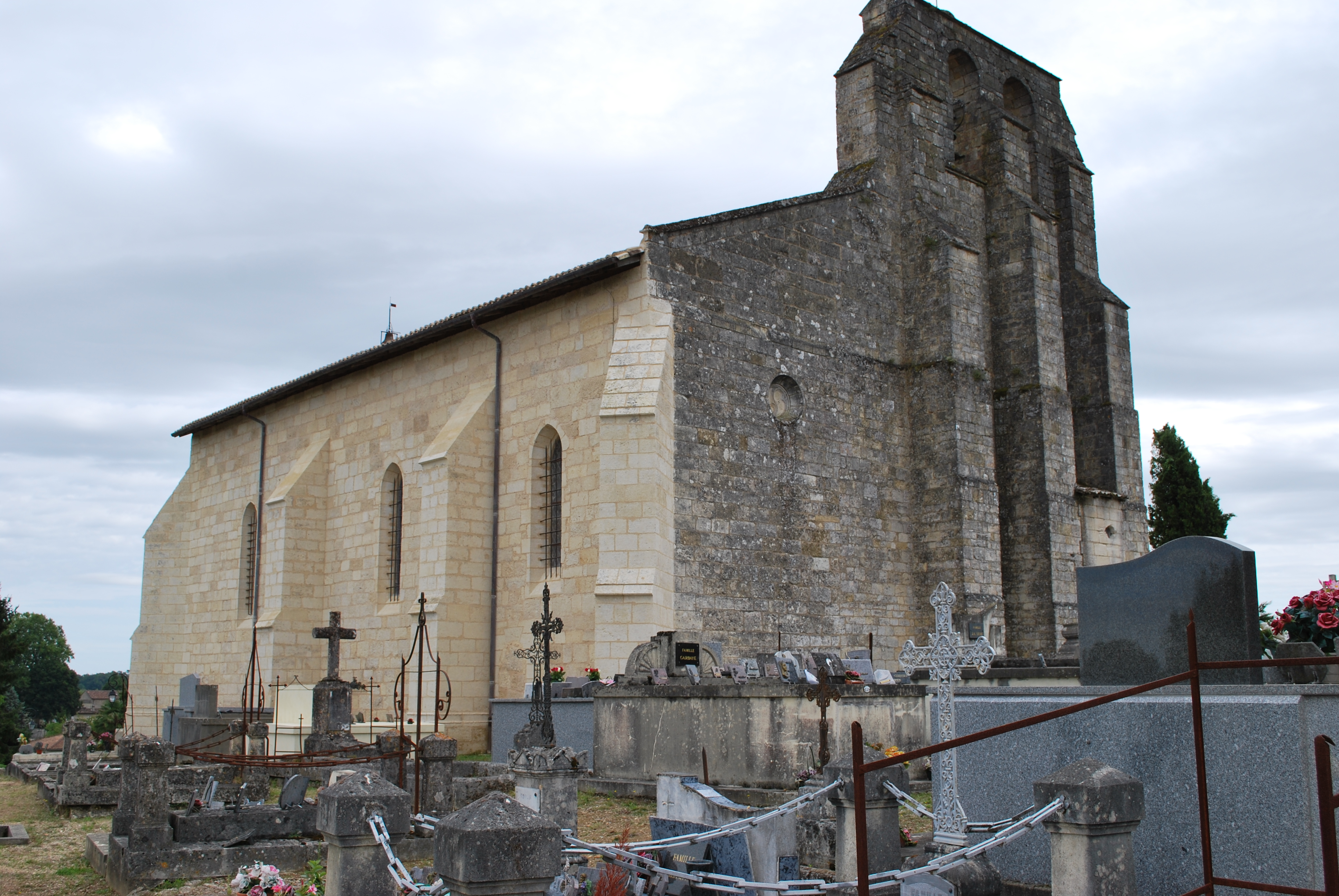
Façades nord et ouest
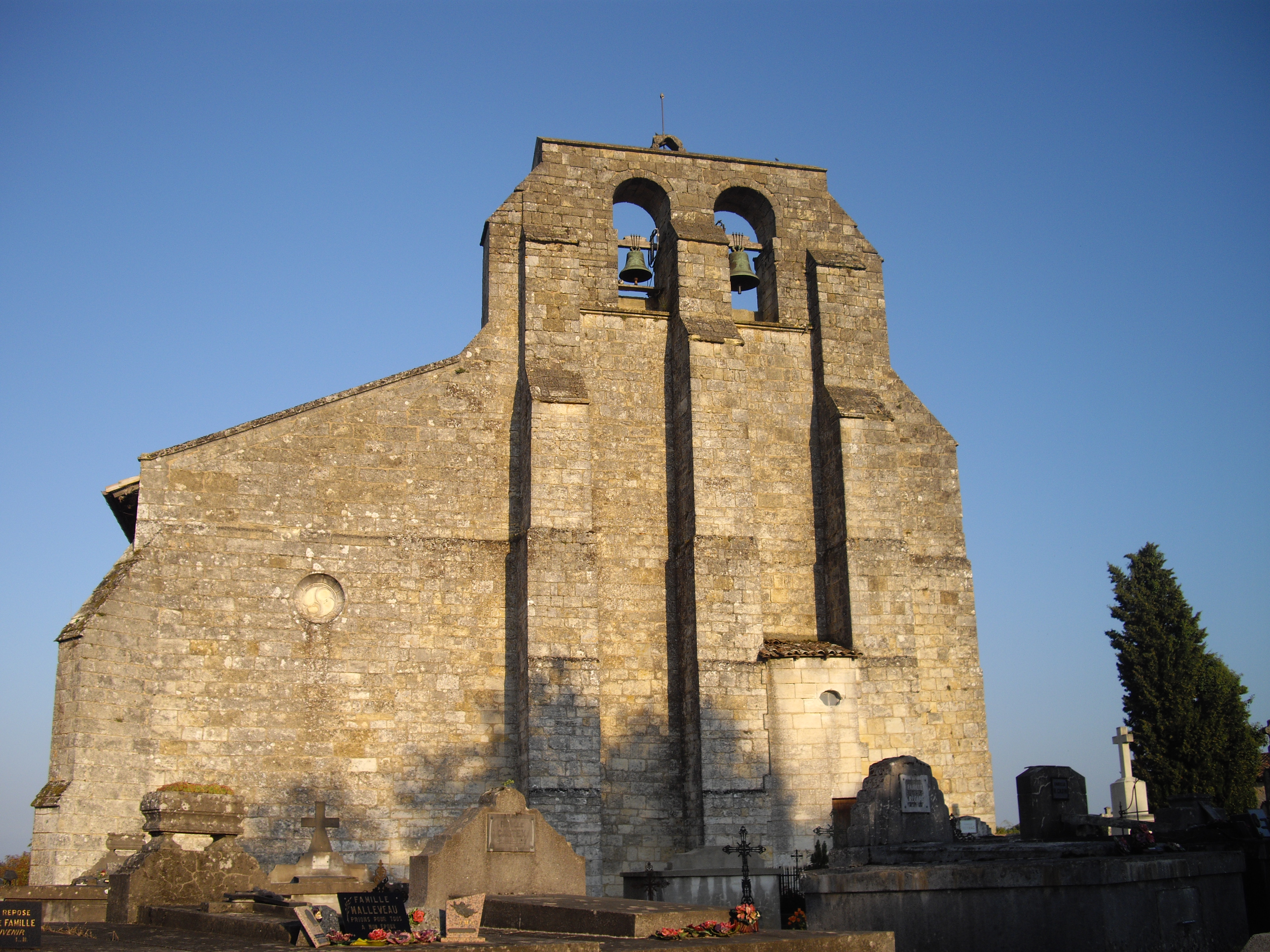
Façade ouest
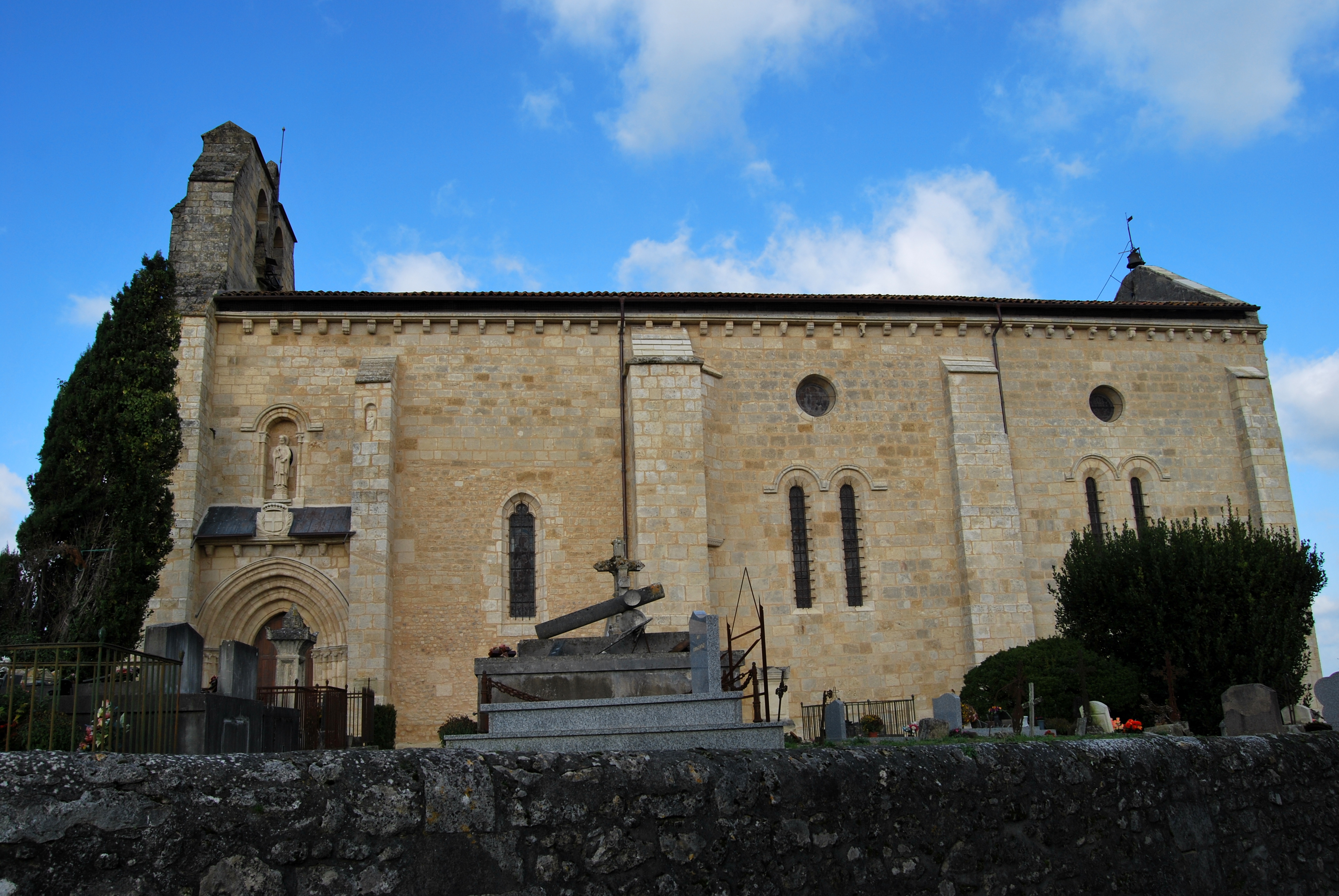
Façade sud
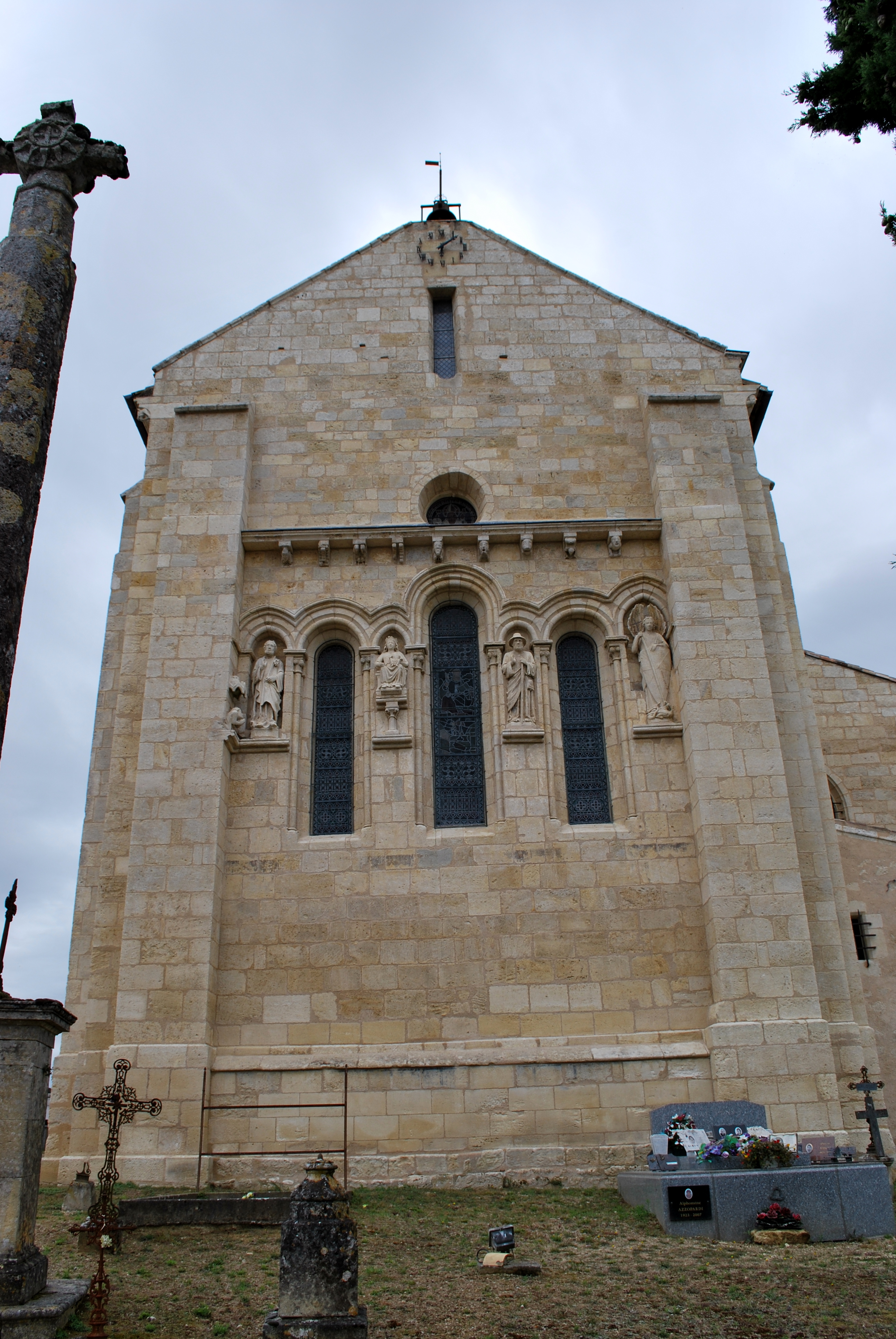
Façade est

La façade occidentale de l'église est sans décoration. La face latérale sud est percée de baies géminées. Dans la première travée s'ouvre le portail surmonté d'une triple archivolte surmontée d'une statue de saint Pierre. Le chevet est décoré de statues de saint Jacques le Majeur, la Vierge, et saint Michel. Sur le mur extérieur court une corniche à modillons sculptés.
À partir du XIIIe siècle, l'hagiographie chrétienne et le Nouveau Testament sont des sources d'inspiration qui dominent les programmes d'iconographie monumentale. Les chapiteaux historiés et les séries de modillons à thème, de nature moralisant, sont abandonnés. Nous trouvons dans l'église : quatre saint Pierre, trois saint Michel, deux saint Jacques, deux Crucifixions, trois sainte Marie et les saints Gérard, Paul, Jean, Geneviève, Catherine...
Le second support majeur du programme pédagogique gothique est la peinture murale. Ici, comme dans des milliers d'églises gothiques, elles couvraient presque la totalité des surfaces intérieures avec des thèmes bibliques, les scènes des vies des saints. C'est « la Bible des pauvres ».

### L'extérieur
La Sauve se trouvait sur l'un des nombreux chemins de Compostelle qui traversaient l'Entre-deux-Mers. Avec le flux de pèlerins se rendant à l'abbaye, la topographie des images a dû s'adapter. Habituellement c'est la façade ouest et le portail d'entrée qui sont les plus décorés. Ici, la façade ouest, placée en dehors du champ de vision des voyageurs, n'a pas de décor. Elle s'est figée en un clocher-mur bardé de contreforts. Il y a deux cloches qui datent de 1878. La plus petite, 370 kg sonne les heures, la plus grosse, 700 kg sonne les Angélus, matin, midi et soir.
Le chevet

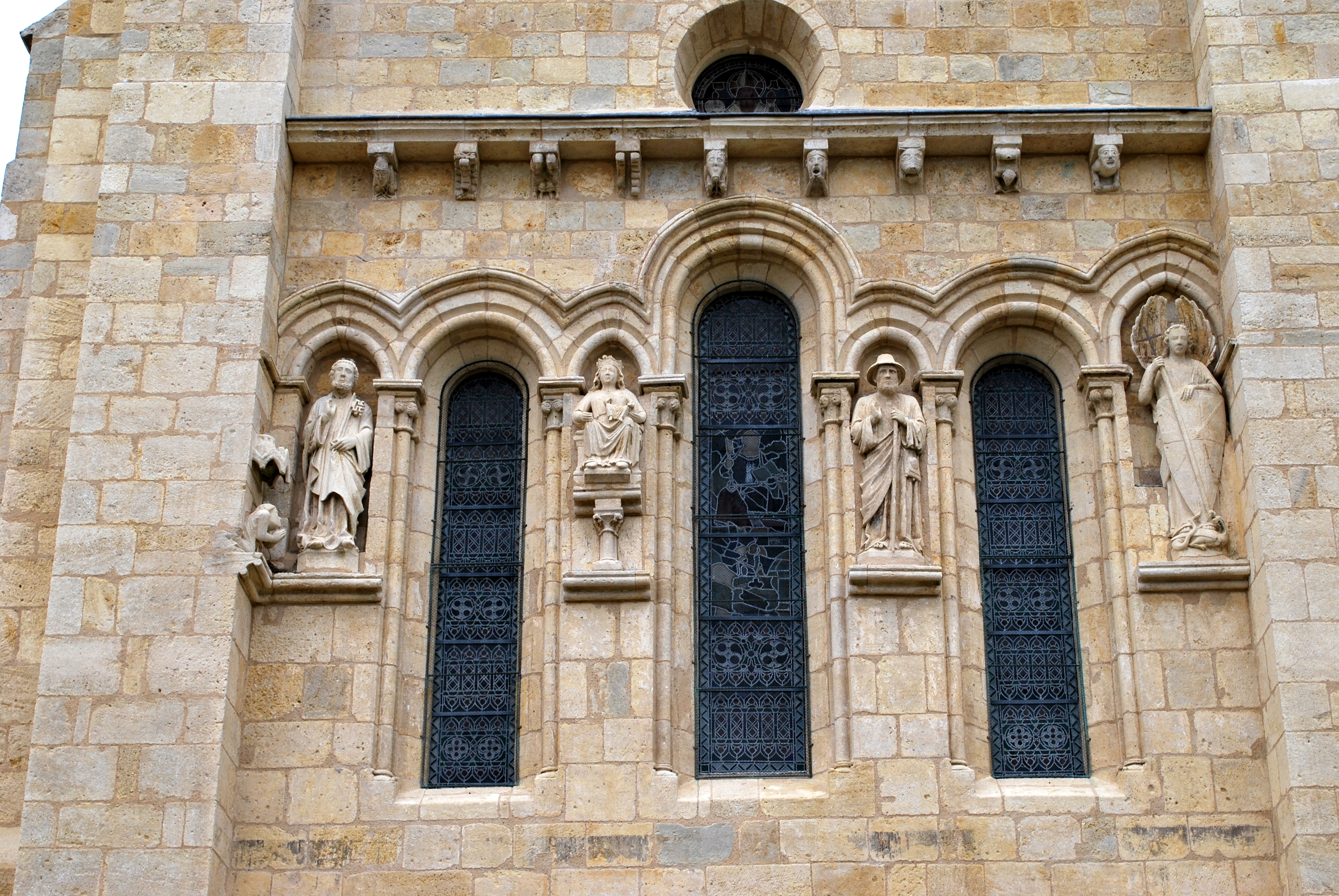
Détail de la façade est.

La vitrine iconographique de l'église est le chevet, conçu comme une façade et encadré par deux puissants contreforts, tout à fait visible de l'abbaye. Selon les historiens, le chevet était achevé avant 1231.
On trouve, de chaque côté des fenêtres du triplet, des statues de saints personnages en ronde-bosse, grandeur nature, qui furent nichées en hauteur, le plus en vue possible. De gauche à droite :
- Saint Pierre, patron de l'église, tenant une clé de sa main gauche. À ses pieds, un personnage abrité sous un dais est prosterné. Il porte l'habit monacal. C'est peut-être saint Gérard, le fondateur de l'église.
- Une Vierge en majesté, assise sur un trône surmontant une colonne.
- Saint Jacques le Majeur en pèlerin. Il porte un chapeau à large bords, une besace et tient un bourdon de pèlerin dans sa main gauche.
- L’archange Michel foulant un dragon.

L'éclairage de la nef est assuré par le triplet et plus haut, par un oculus et une baie étroite dans l'axe du chevet.
Entre l'oculus et le triplet il y a une corniche soutenue par neuf modillons, dont sept sont figurés. La qualité des sculptures ne laisse aucun doute sur l'atelier qui les a confectionné. Il suffit de faire la comparaison avec les modillons toujours en place à l'abbaye de La Sauve. Il est manifeste que des modèles romans continuaient d'être imités tardivement et en pleine mouvance gothique.

Modillons figurés du chevet
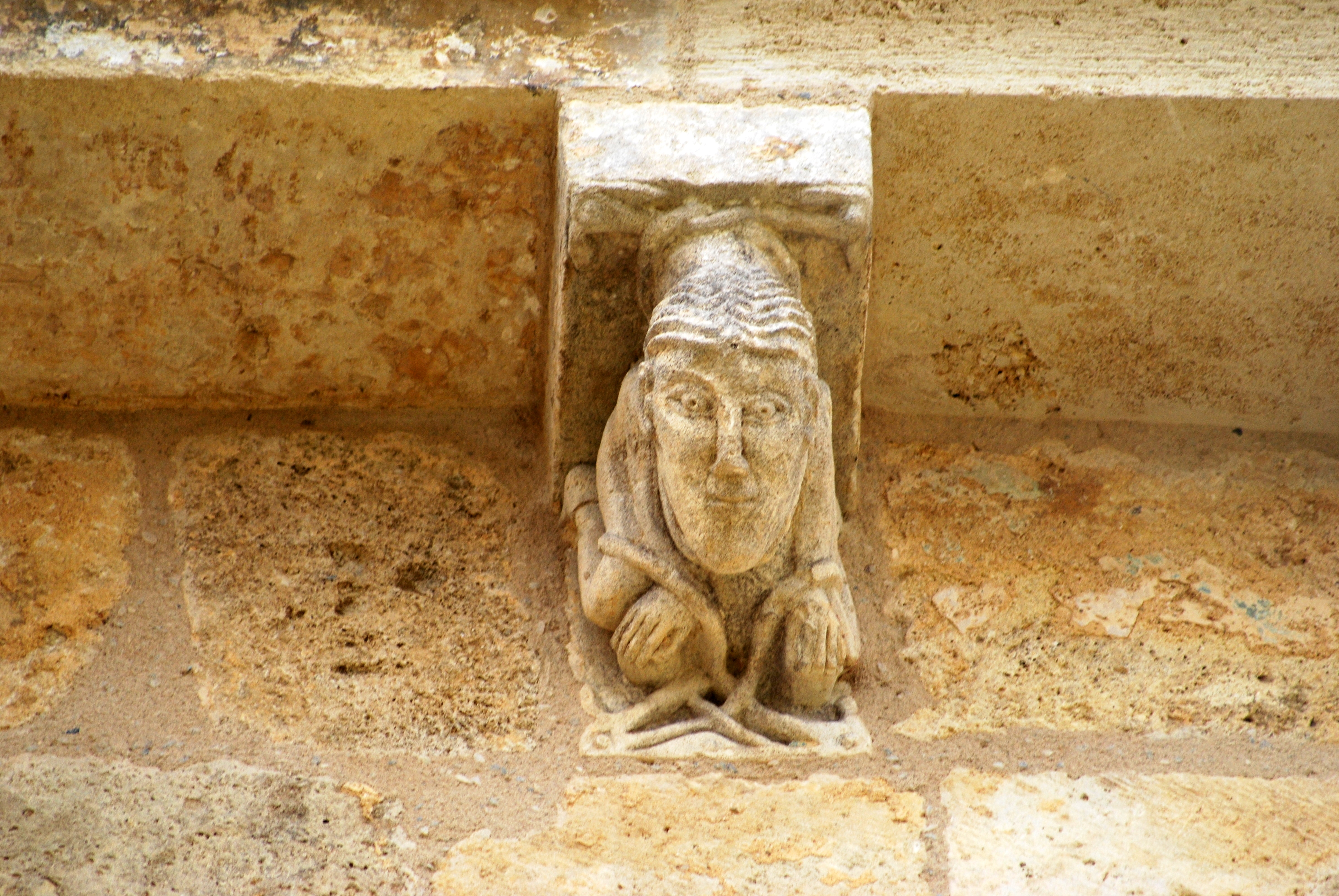
Homme tenu par des lianes
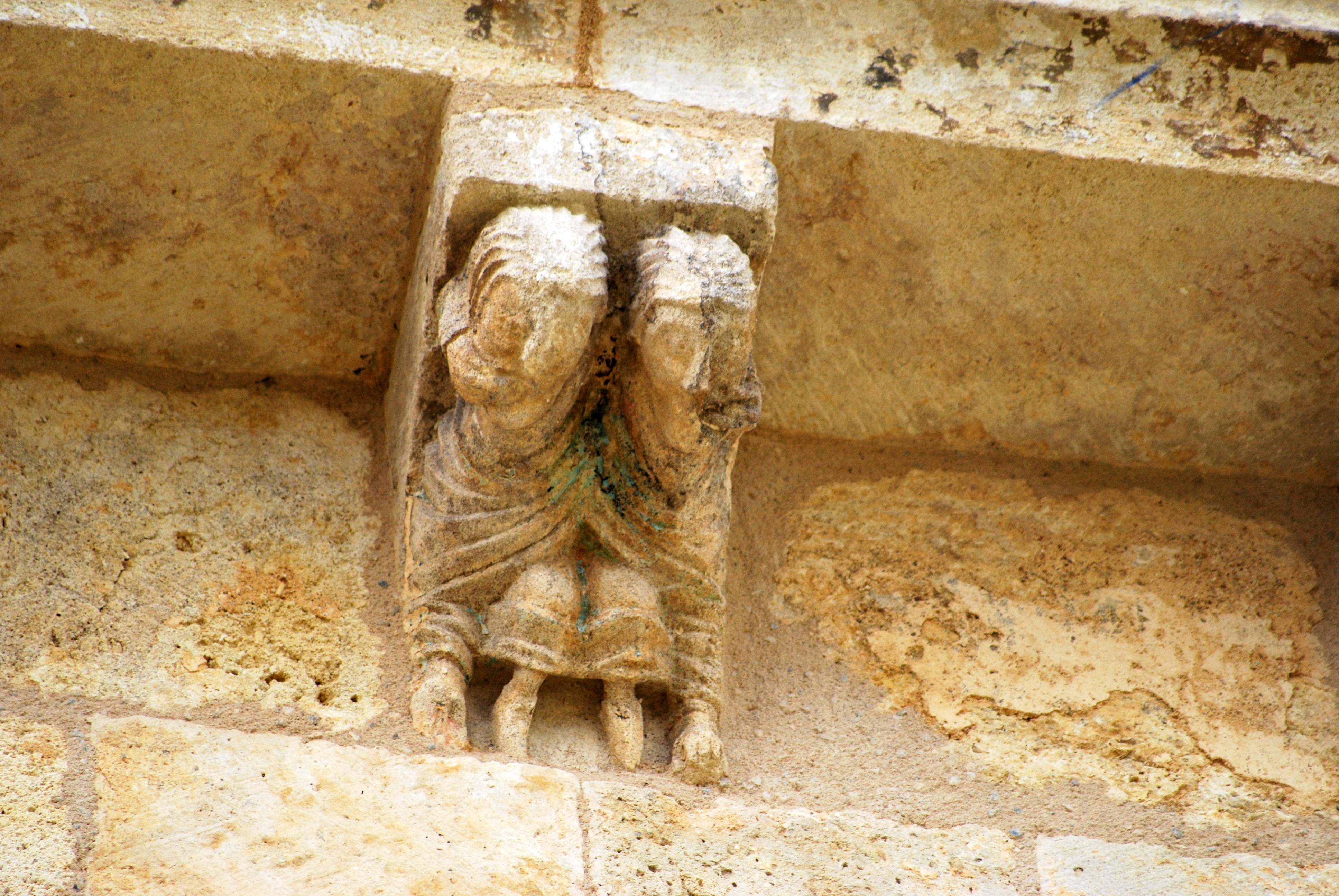
Deux hommes tirant les commissures
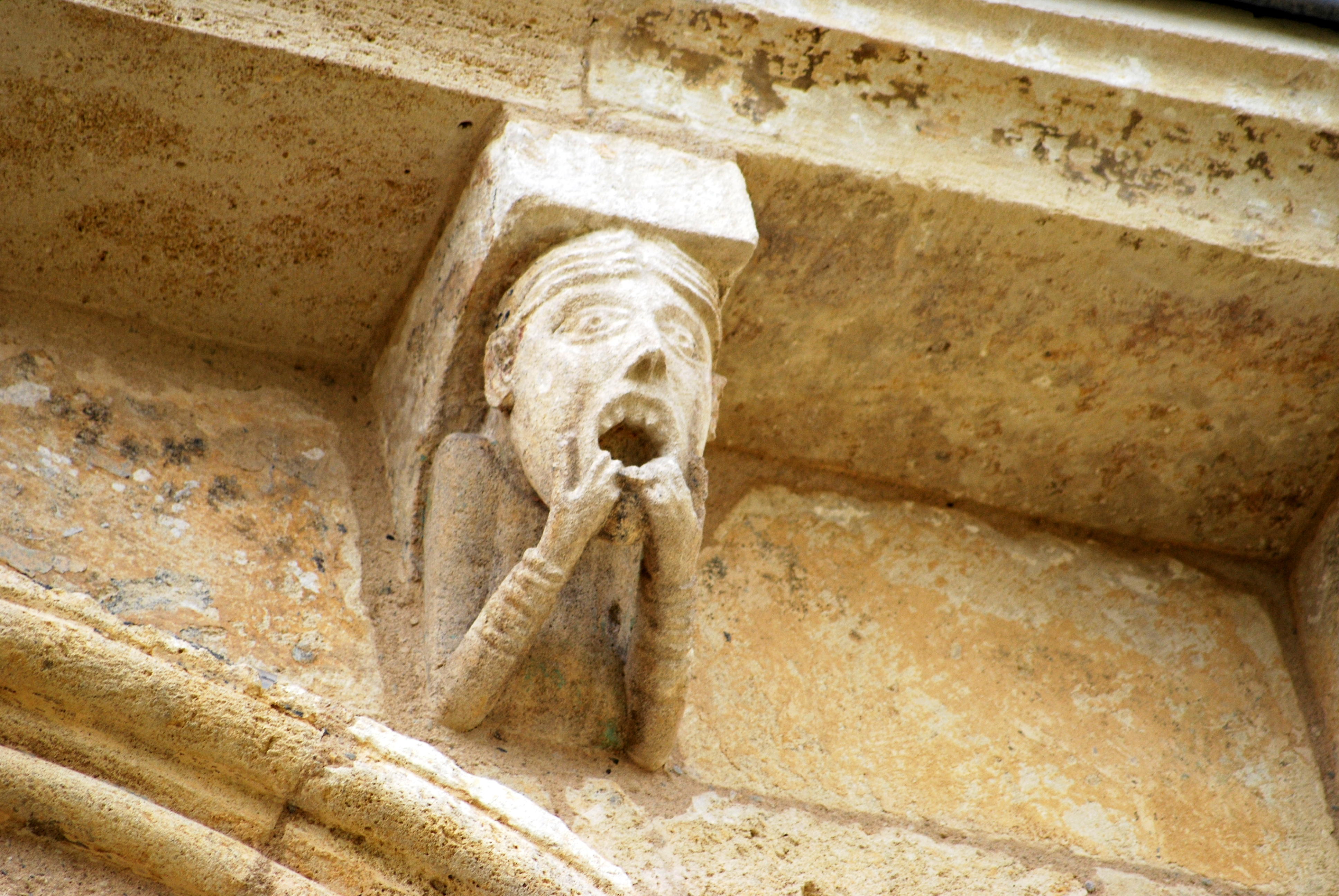
Homme seul qui tire les commissures
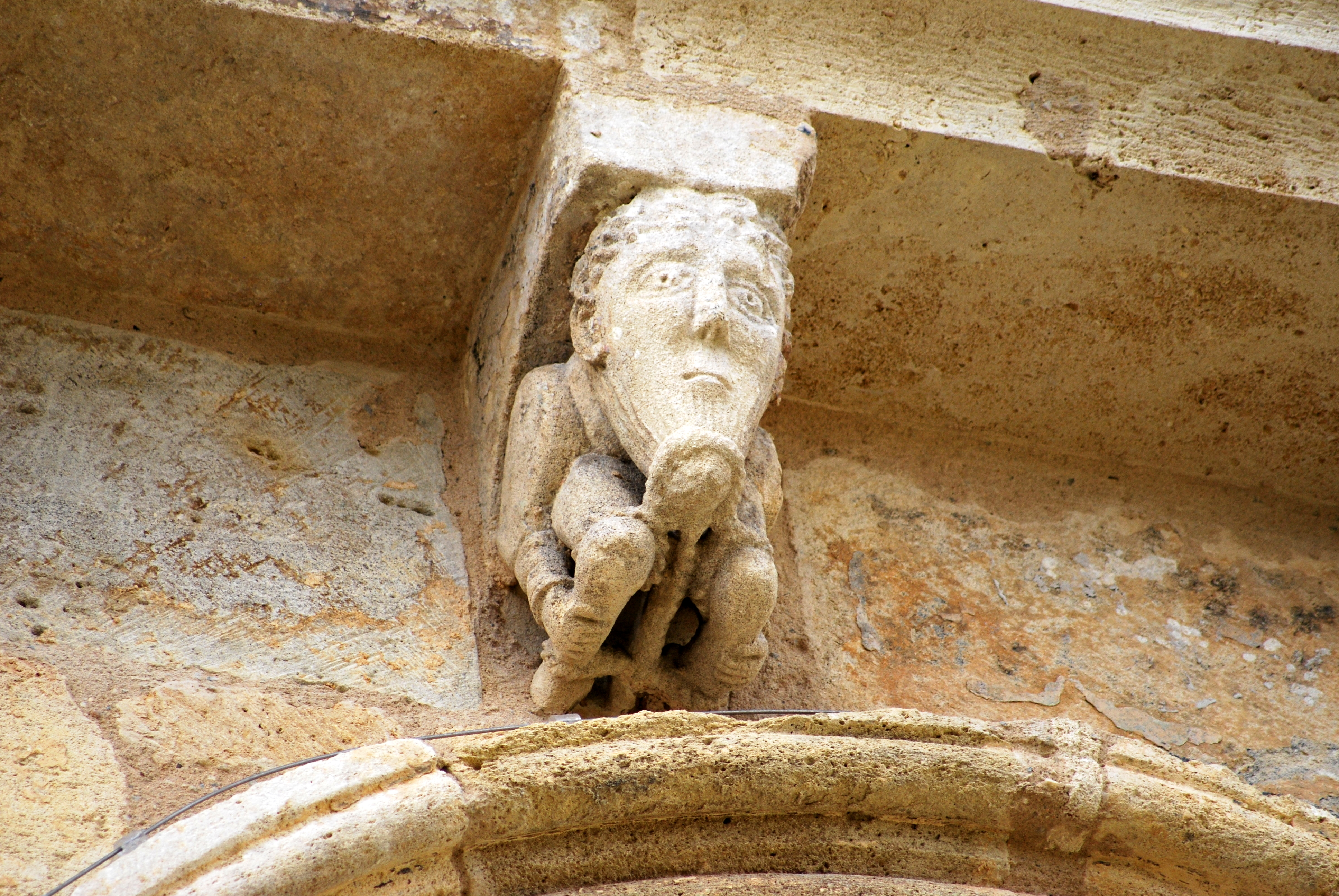
Homme barbu avec barbe, genoux et chevilles enchainés
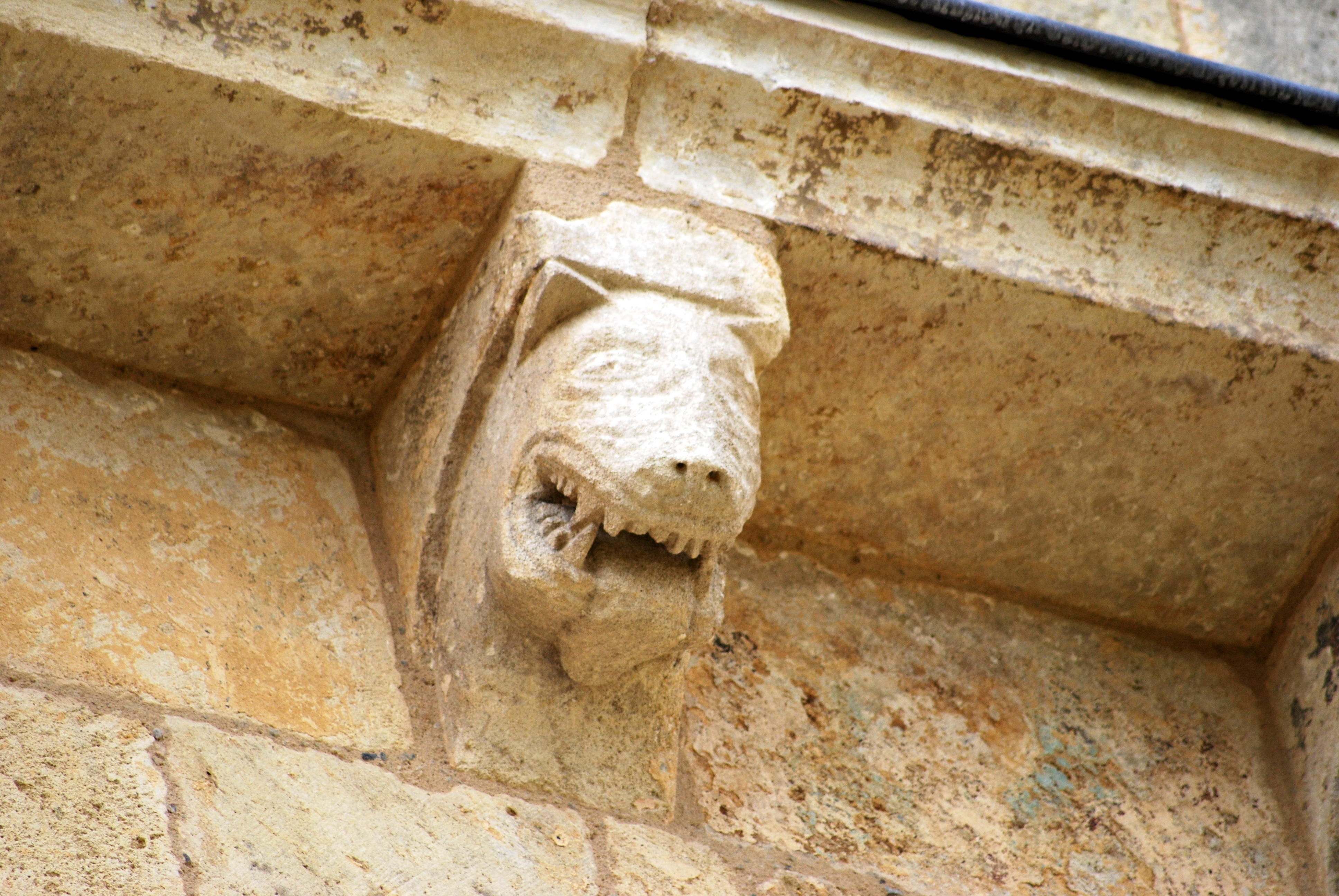
Loup qui tire la langue
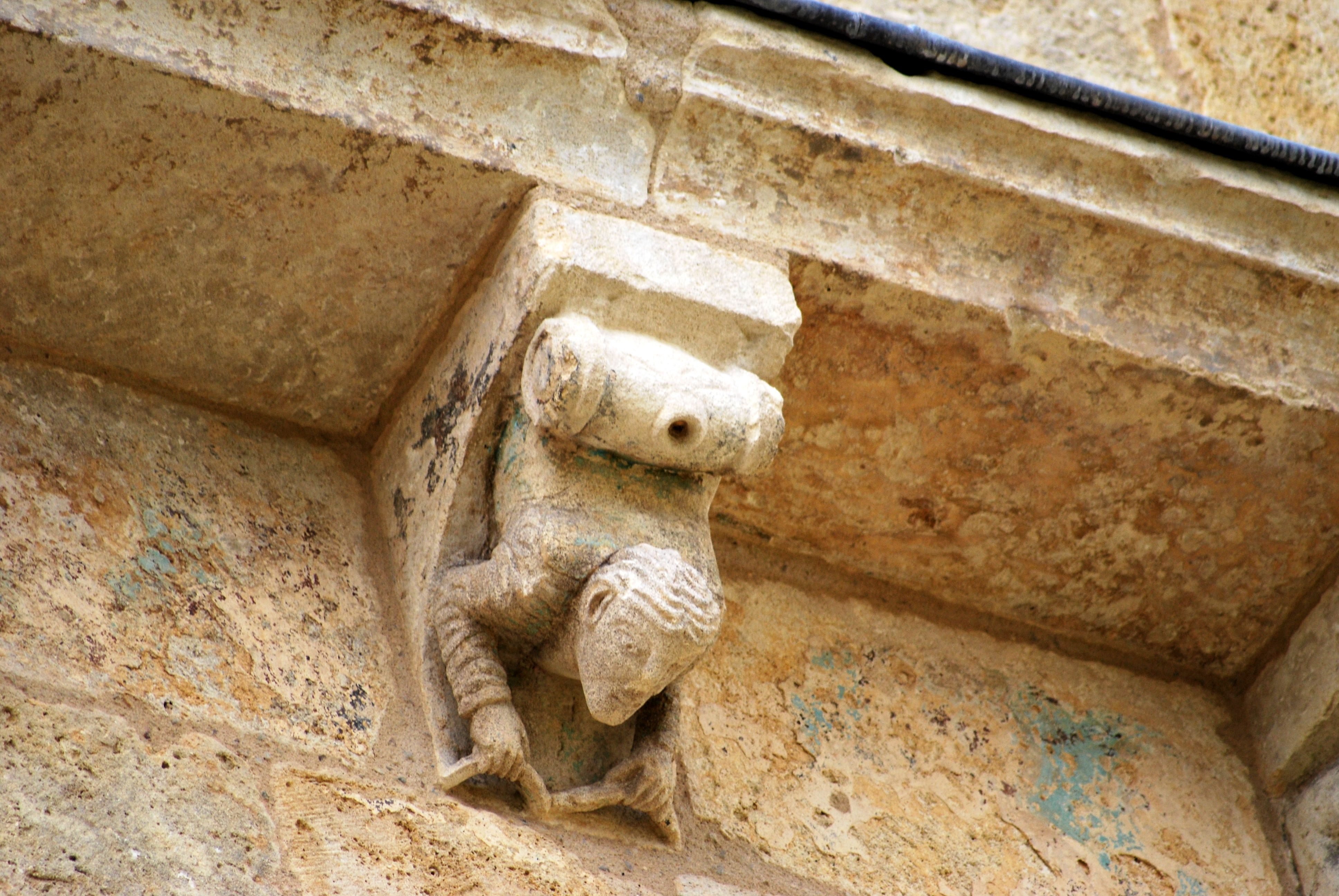
Homme qui porte un fardeau
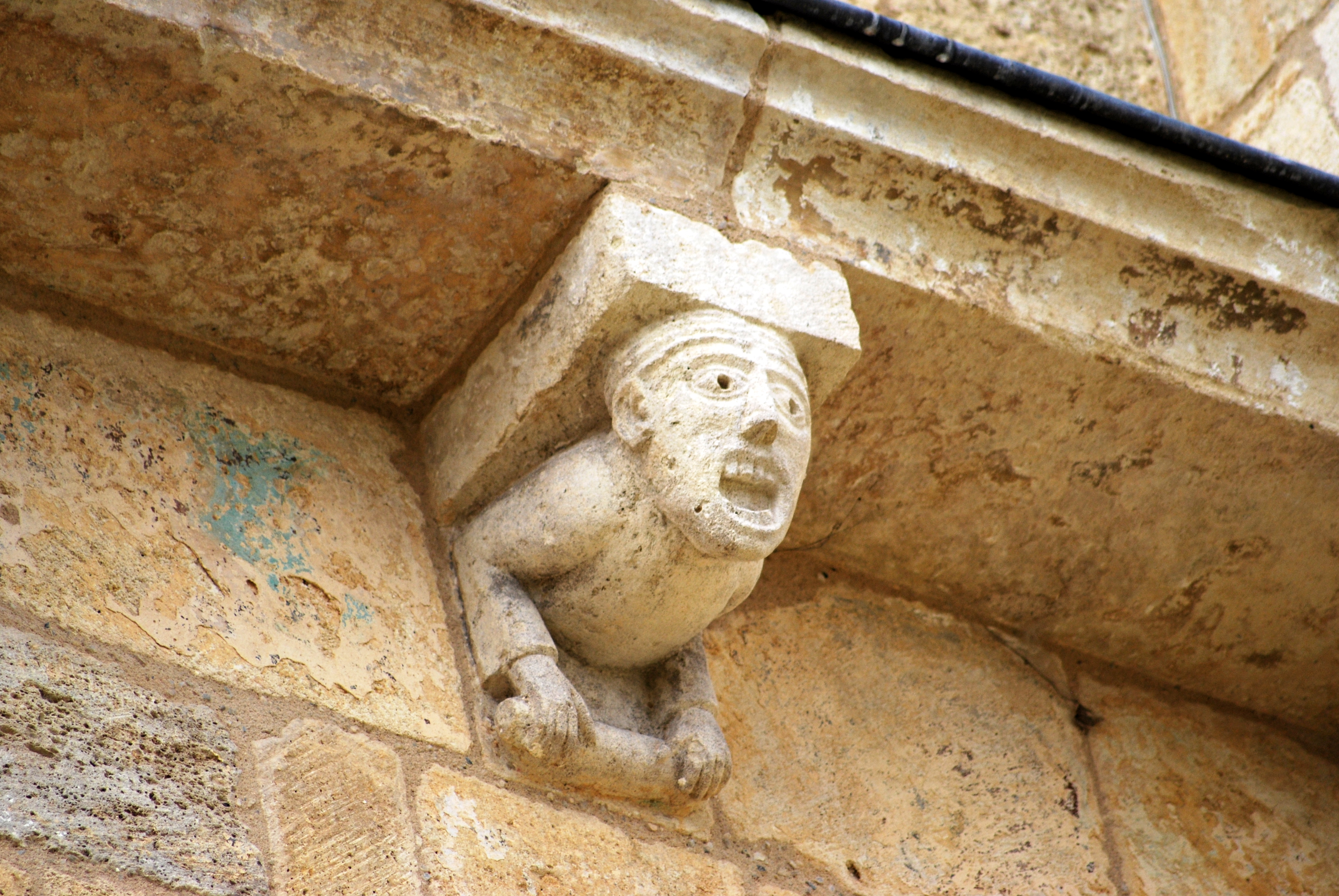
Homme tenu par des lianes

On trouve des représentations typiquement romanes : l'homme pécheur enchainé par les lianes terrestre ; des bêtes féroces ; des gestes  très insultantes (tirer la langue ou les commissures), des couples d'hommes qui sont trop rapprochés. Mais, ce qui est absent est la volonté d'utiliser la série de représentations pour donner une leçon de moralité que l'on trouve sur les églises romanes du XIe et XIIe siècles. Voir Iconographie des modillons romans pour plus de détails.
La porte d'entrée

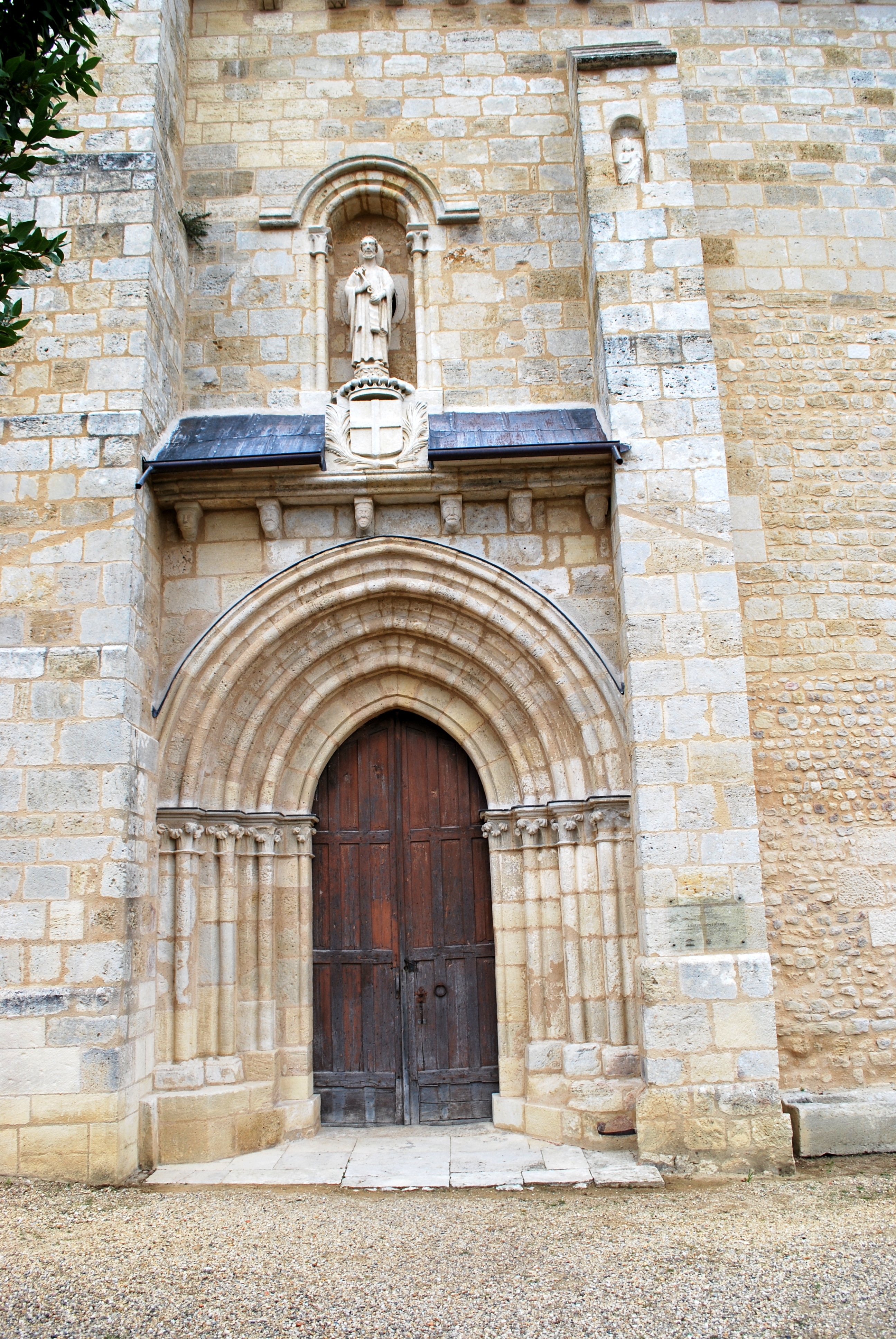
Porte d'entrée

Conformément à l'époque de la réalisation (1220-1231), les corbeilles des chapiteaux ne sont plus figurées ou historiées, mais exclusivement ornementales, enjolivées aux angles par des feuillages retournés en boule ou en crosse.
Au-dessus de la porte d'entrée, une petite corniche qui est supportée par six modillons figurés du XIIIe siècle de style roman : des masques d'hommes grimaçants. Tous sont de très bonne facture, sans doute l’œuvre de l'atelier de l'abbaye. Il y a également une série de modillons, dont 18 figurés, sur le mur sud de la nef.
Plus haut, il y a une première niche, cantonnée de colonnettes, qui abrite une statue de saint Pierre qui date du milieu du XIIIe siècle. Cette statue dissimule un oculus qui remonte peut-être à la première église (cet oculus définit le faîte de l'église avant exhaussement des murs au début du XIIIe siècle).
Dessous la niche, au niveau de la corniche, se trouvent les armoiries du Père Abbé de Castellan (de gueule à la croix d'argent cantonné de deux tours d'or. Les tours ont été supprimées après la Révolution) qui fit bâtir la sacristie. Il était Abbé de 1670 à 1677. Ces armoiries sont devenues celles de la ville de La Sauve.
Une deuxième niche, beaucoup plus rustique, est située presque au sommet du contrefort qui marque la première travée. Une statuette y est scellée, à l'effigie d'un homme au corps trapu. Dans certains guides touristique ce personnage est nommé « Vierge byzantine », sans plus d'explication. Or, la Madone byzantine, dite Hodigitria, est une Vierge au trône, soutenant l’Enfant sur le bras gauche, la main droite ramenée devant le buste. Ce qui n'est pas le cas ici.
Par la silhouette, les proportions et le plissé des vêtements, la statue semble de tradition romane. Elle est soit un remploi du précédent édifice, soit un pastiche du XIIIe siècle, délibérément fait dans le style roman. Le personnage se présente en majesté, ni assis, ni debout, tenant les mains jointes sur la poitrine. Un épais manteau, plissé et rembourré, est agrafé devant et lui enveloppe le bas du corps. La tête ronde est coiffée d'une sorte de mitre. Une possibilité pour l'identification du personnage est : saint Gérald ?

### L'intérieur

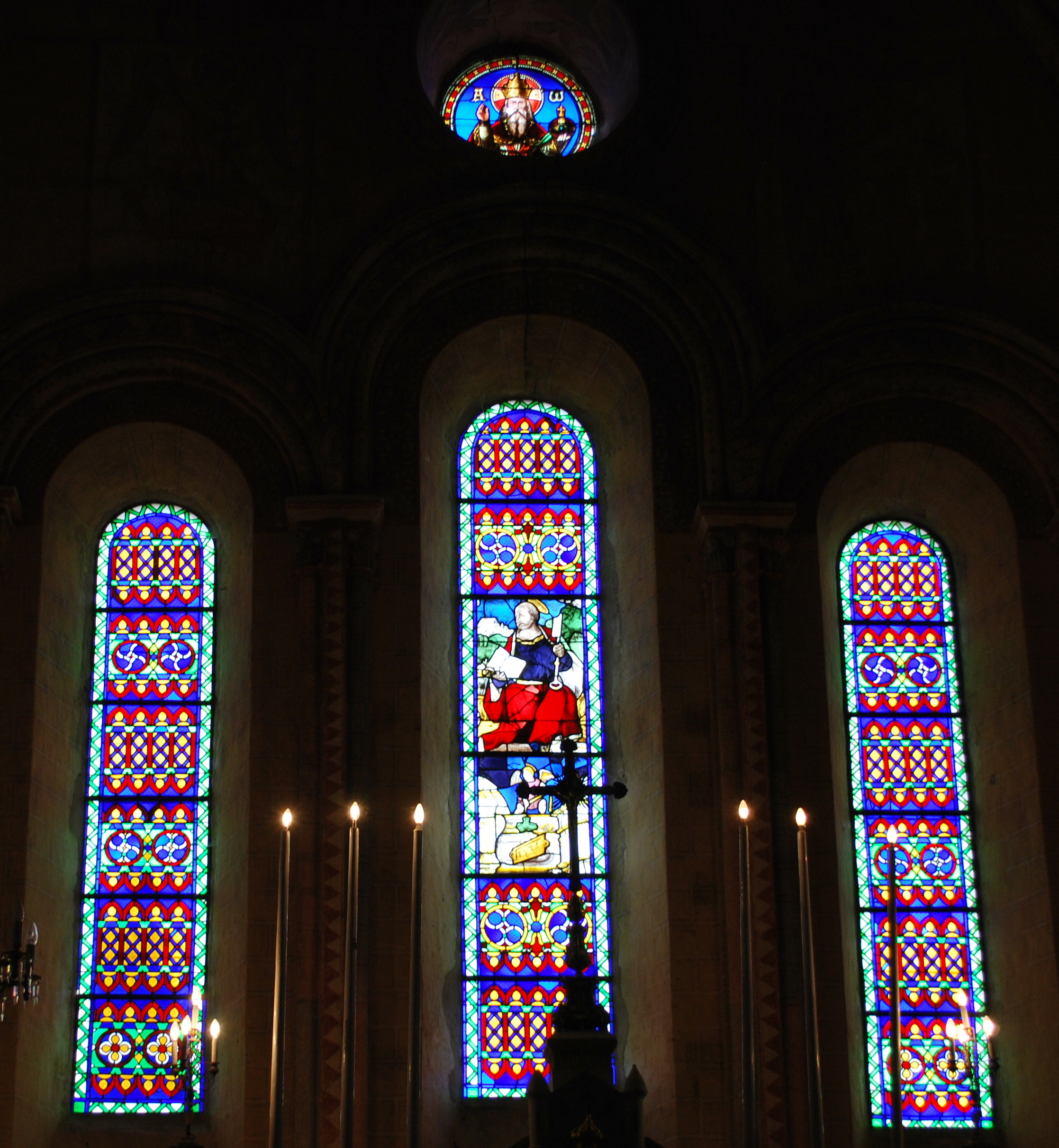
Le triplet
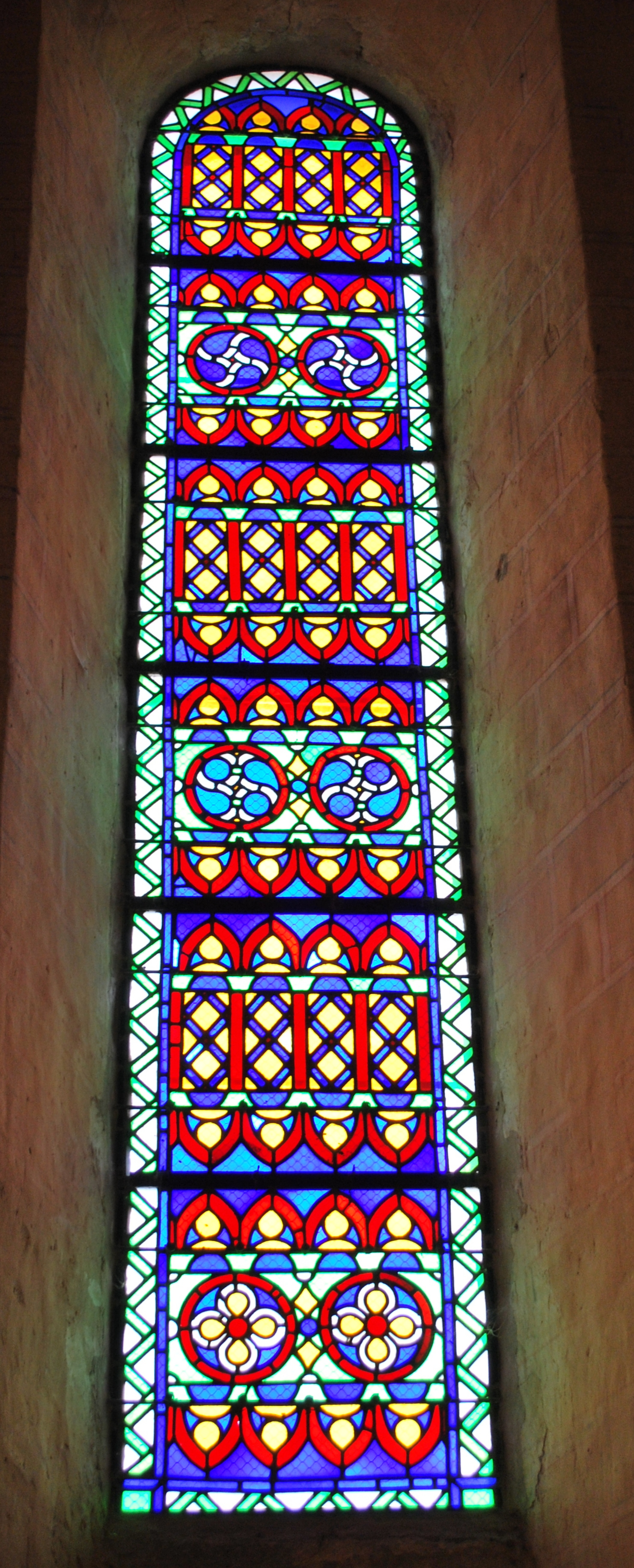
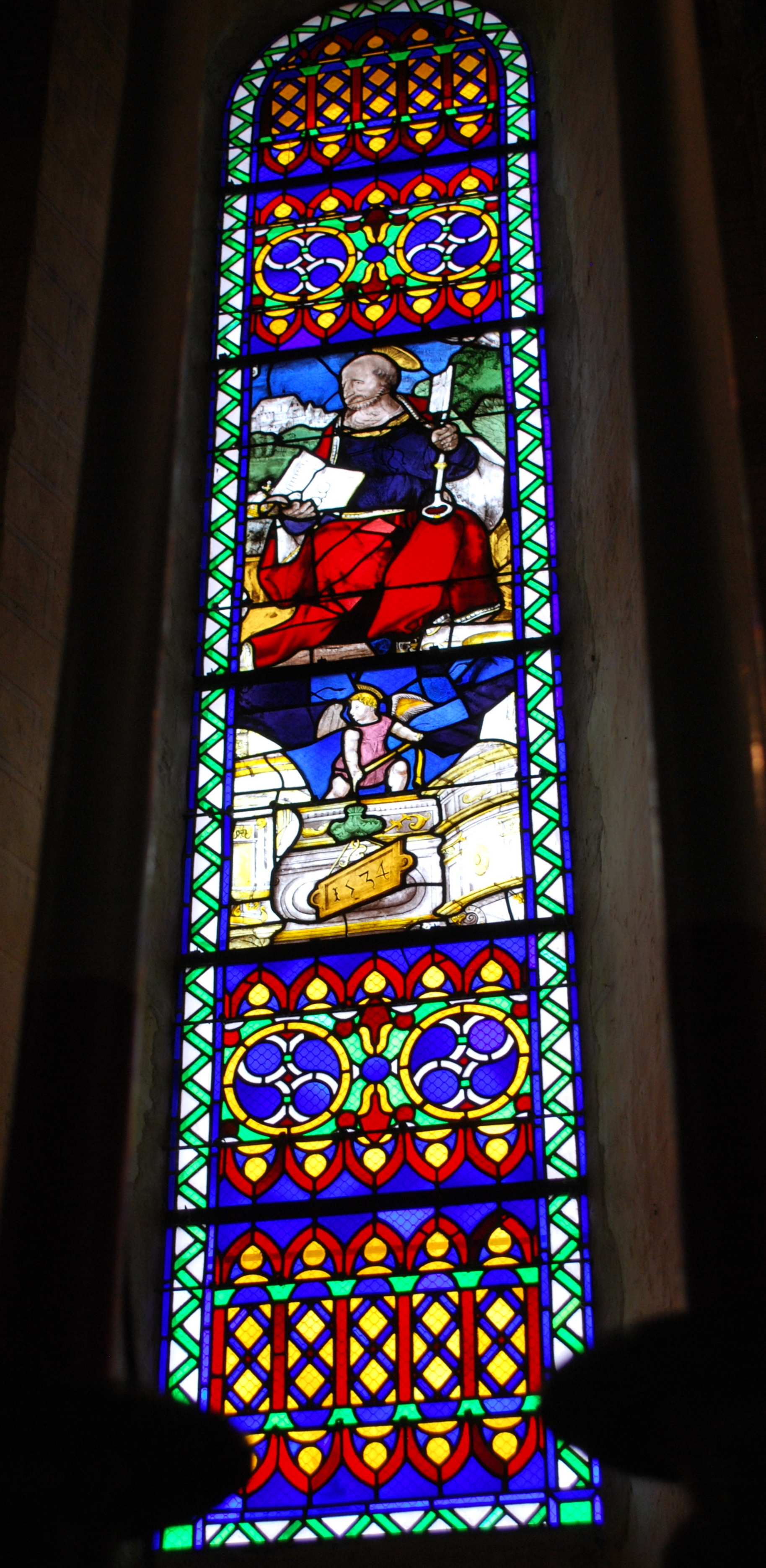
Saint Pierre
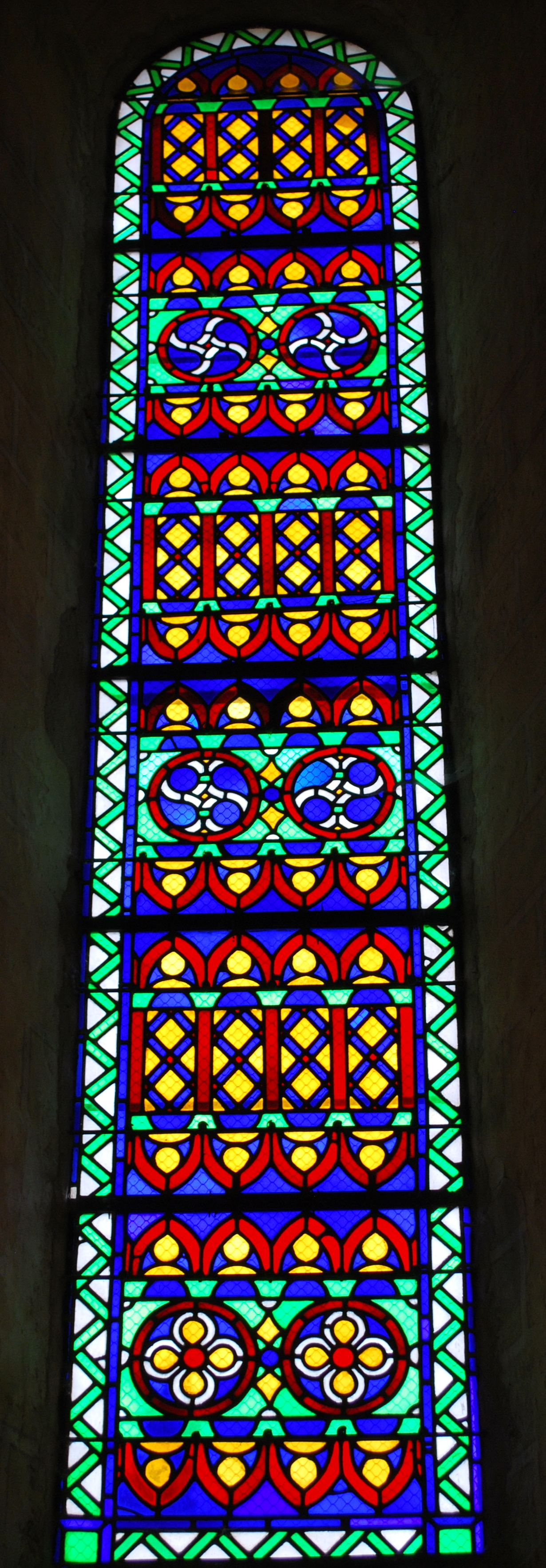

Les quatre travées de l'église primitive et les trois travées de la nef latérale sont voûtées d'arête. L'intérieur est décoré de peintures de la fin du XVIe siècle.
Elle se compose d’un vaisseau rectangulaire divisé en trois travées. L’intérieur est entièrement recouvert d’un décor peint des XIIIe et XVIe siècles, restauré au XIXe siècle. En outre, un chapiteau de la fin du XIe siècle, en provenance de l'abbaye, y est utilisé en bénitier. L’église abrite également les restes du tombeau de saint Gérard, avec un gisant d'un abbé mitré.
Les autels de saint Gérard et de la Vierge
L'autel dédié à saint Gérard est situé contre le mur ouest du bas-côté nord de l'église.
Le fondateur de l’abbaye de la Sauve Majeure et l'église Saint-Pierre, saint Gérard de Corbie, était enterré dans l’enceinte de l'abbaye en 1095. Avec la dilapidation de l'abbaye au début du XIXe siècle, des centaines de sculptures étaient dispersées et beaucoup de pièces se trouvaient chez des habitants de La Sauve. Le tombeau en pierre de saint Gérard était cassé en plusieurs morceaux et les fragments de son sépulcre servaient de pierres tombales à de simples particuliers.
En 1859 eut lieu la translation des reliques de saint Gérard, de l'Abbaye vers l'église, où elles sont conservées. Ensuite, le Maire de La sauve, M. Godefroy, réussit à récupérer les fragments du tombeau. Les ouvriers de la paroisse construisirent plus tard un autel qui enchâsse les pierres de l’ancien tombeau, où avaient été déposés les restes de saint Gérard. La dalle funéraire, un gisant représente un Abbé non-identifié du XIIIe siècle et la châsse renferme les reliques du saint. L’autel est inauguré en 1890 et le 7 octobre 1903 il est classés aux Monuments Historiques.
L'autel de la Sainte Vierge, en noyer massif, date du XVIIe siècle. On trouve sculpté : angelots couronnant la Vierge ; colonnes avec des raisins et des feuilles de vigne ; chapiteaux à feuille d'acanthe. Le retable de l'autel de la Vierge est classé au titre d'objet au Monuments Historiques le 4 février 1991.
Bénitiers et fonts baptismaux
- Le bénitier roman est creusé dans la corbeille d'un chapiteau de l'abbaye de La Sauve-Majeure. La forme d'ancrage et celle de la section correspondent à une ancienne colonne engagée. La sculpture représente « Daniel dans la fosse aux lions » et a précédé d'un demi-siècle celle qui se trouve actuellement à l'entrée de la grande absidiole sud de l'abbaye.

Ici, Daniel est un jeune homme nimbé, assis sur une banquette entre deux lions placides qui lèchent ses mains. Les lions, à bouclettes et à queue rentrée et fleuronnée, sont typiques de l'atelier de La Sauve. Un « Daniel entre deux lions », directement inspiré de cette corbeille se trouve sur le portail de l'église Saint-Siméon de Bouliac.
Le bénitier est classé au titre d'objet au Monuments Historiques le 26 septembre 1903.

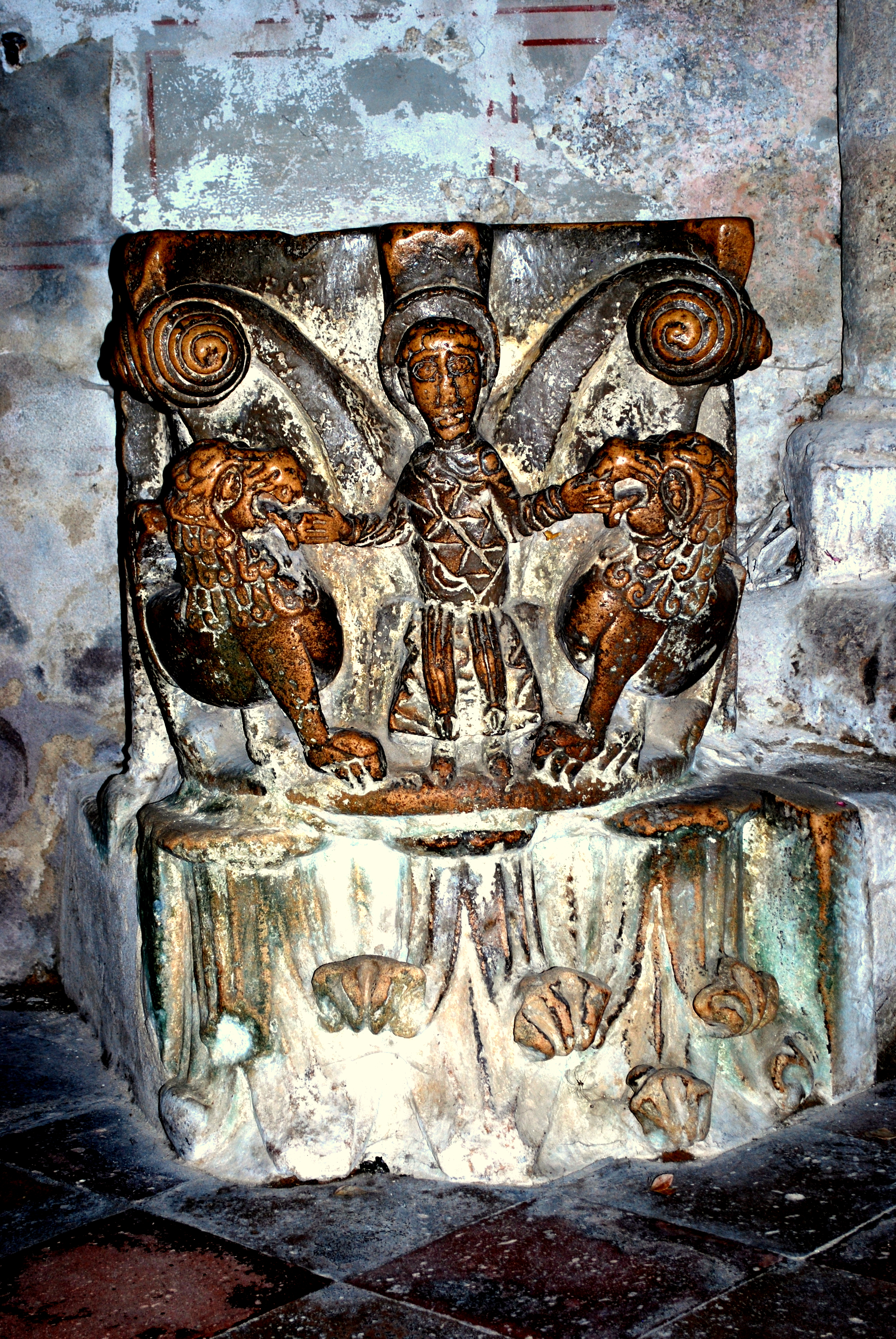
Daniel entre les lions
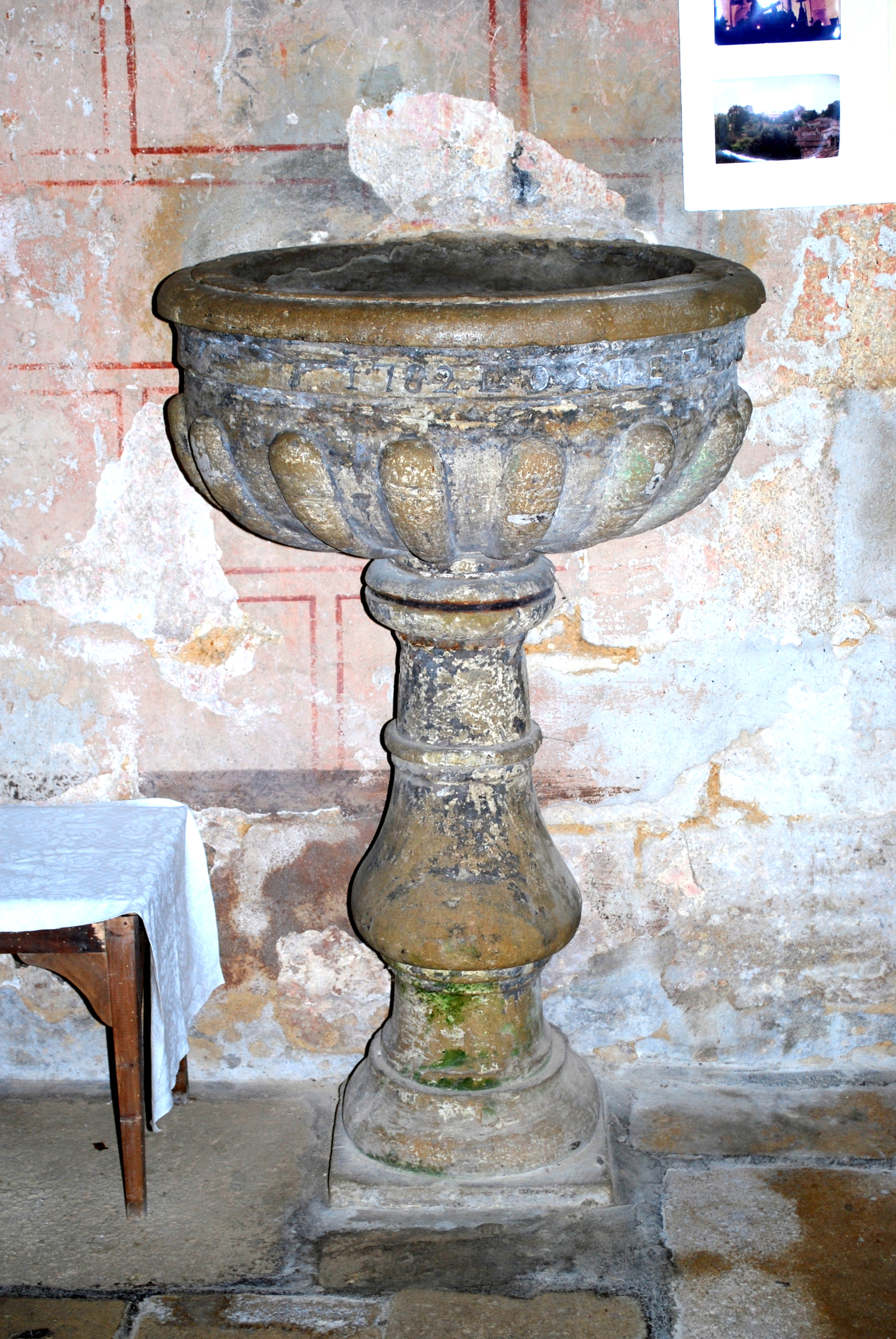
Bénitier en pierre
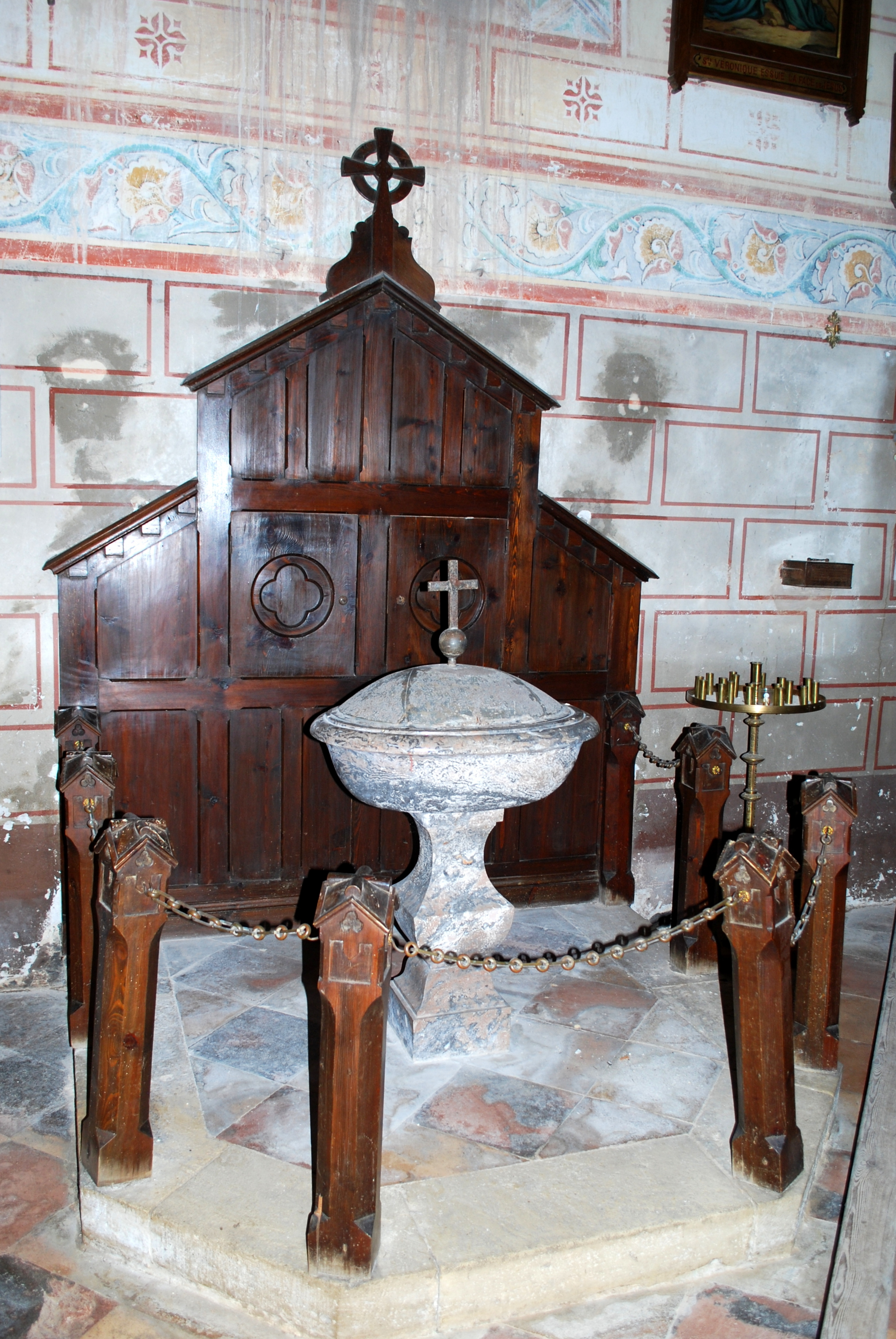
Fonts baptismaux

- Le bénitier en pierre, qui se trouve devant la peinture murale de la Crucifixion, date de 1782. Il est l’œuvre du même tailleur de pierre qui a fabriqué la croix au nord-ouest du cimetière.
- Les fonts baptismaux en marbre sont près du mur nord, sous le vitrail représentant saint Gérard.

Les peintures murales
L'intérieur de l'église est entièrement revêtu de peintures murales : sur les murs eux-mêmes ; sur les voûtes, leurs nervures et leurs clés ; sur les piliers avec leurs chapiteaux et l'embrasement des baies. Toutes les peintures ont été refaites en 1866, à l'exception de la crucifixion du XVIe siècle, découverte récemment et restaurée en 1995, qui orne le mur occidental. La restauration, exécutée à la hâte (quatre mois pour l'ensemble), avec plus de bonne volonté que de fidélité aux originaux, fut radicale. Elle a uniformisé la couleur de l'enduit et la simulation de l'appareil, trop diversifié au goût des restaurateurs.

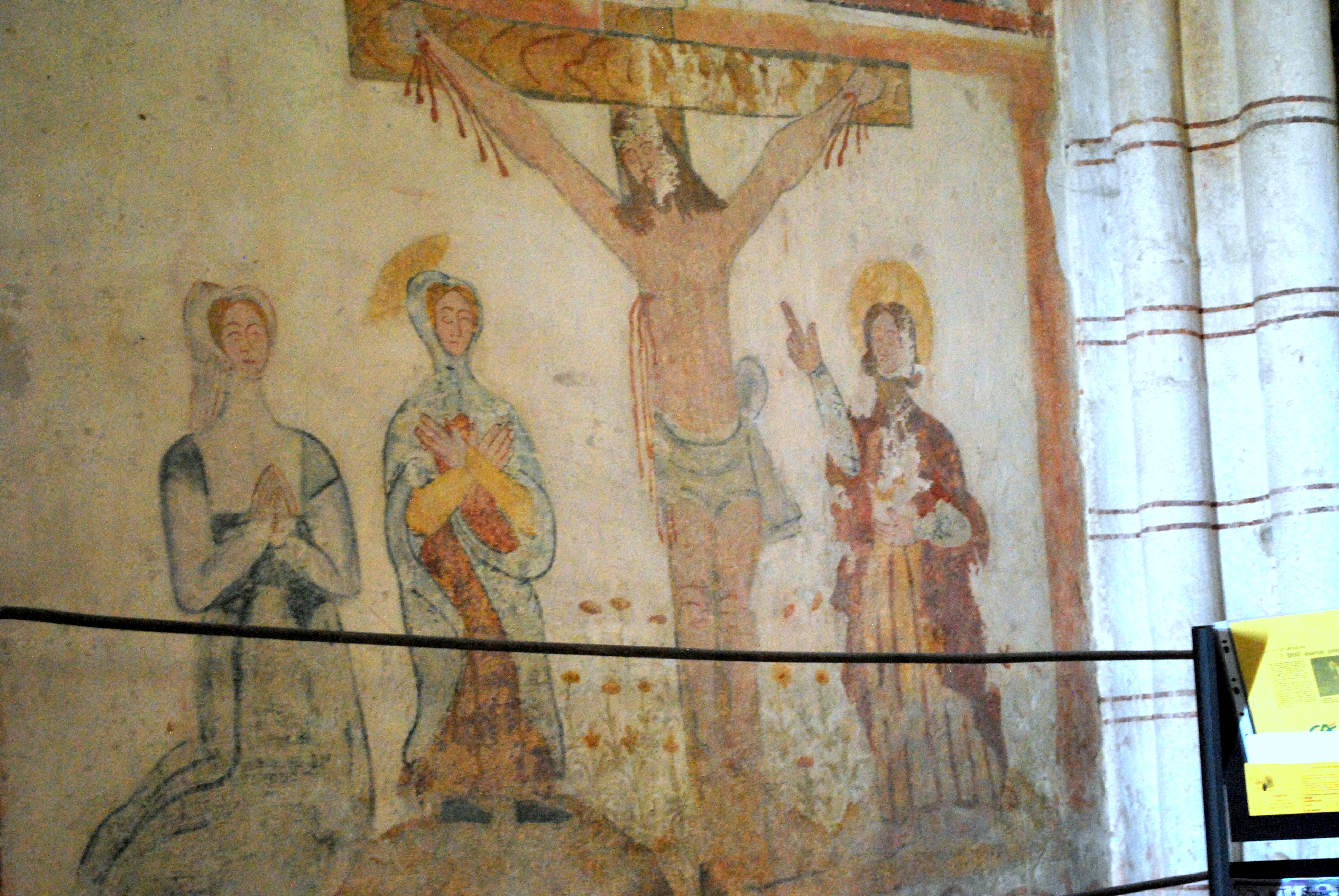
Crucifixion du XVIe
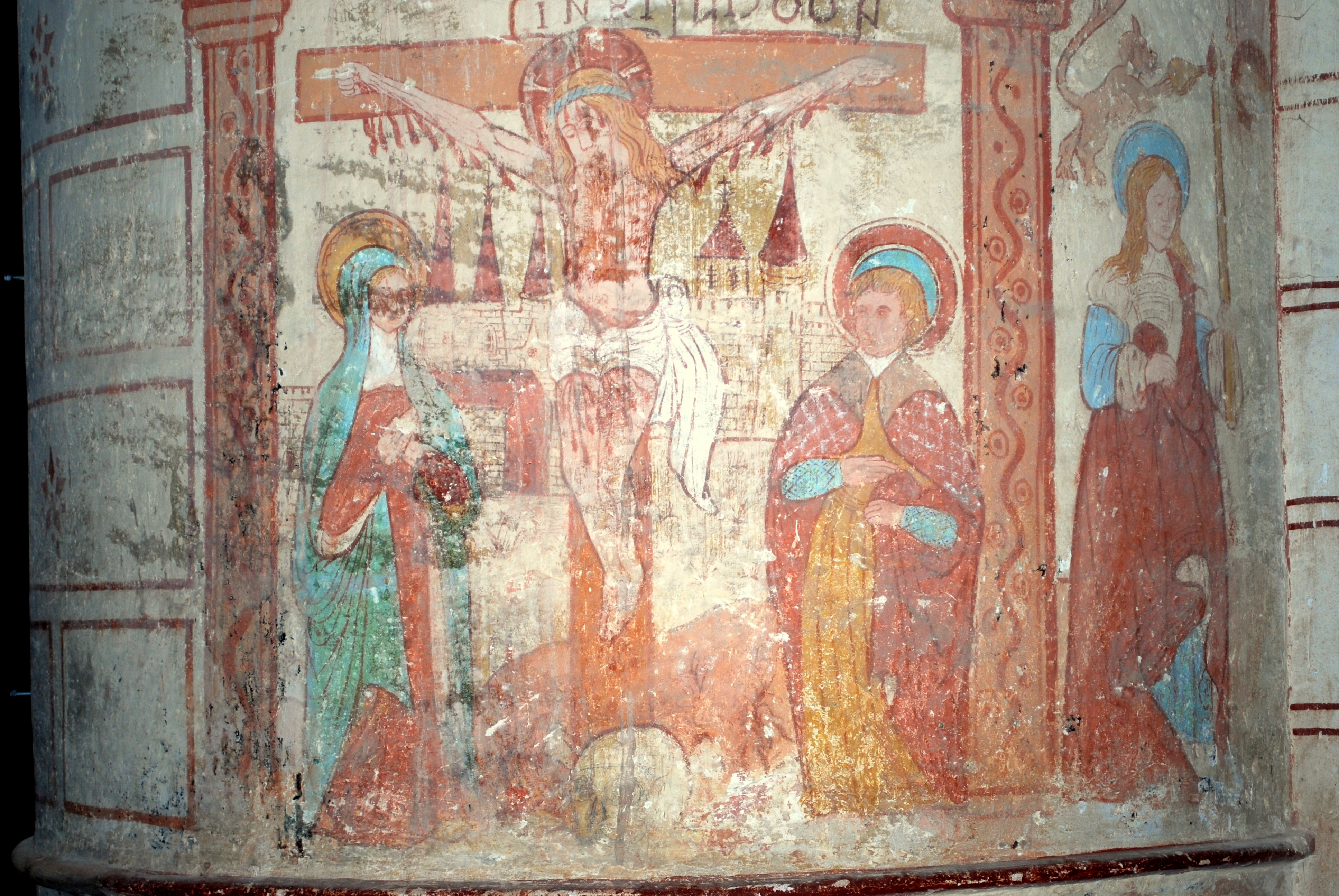
Un Calvaire et Sainte Geneviève
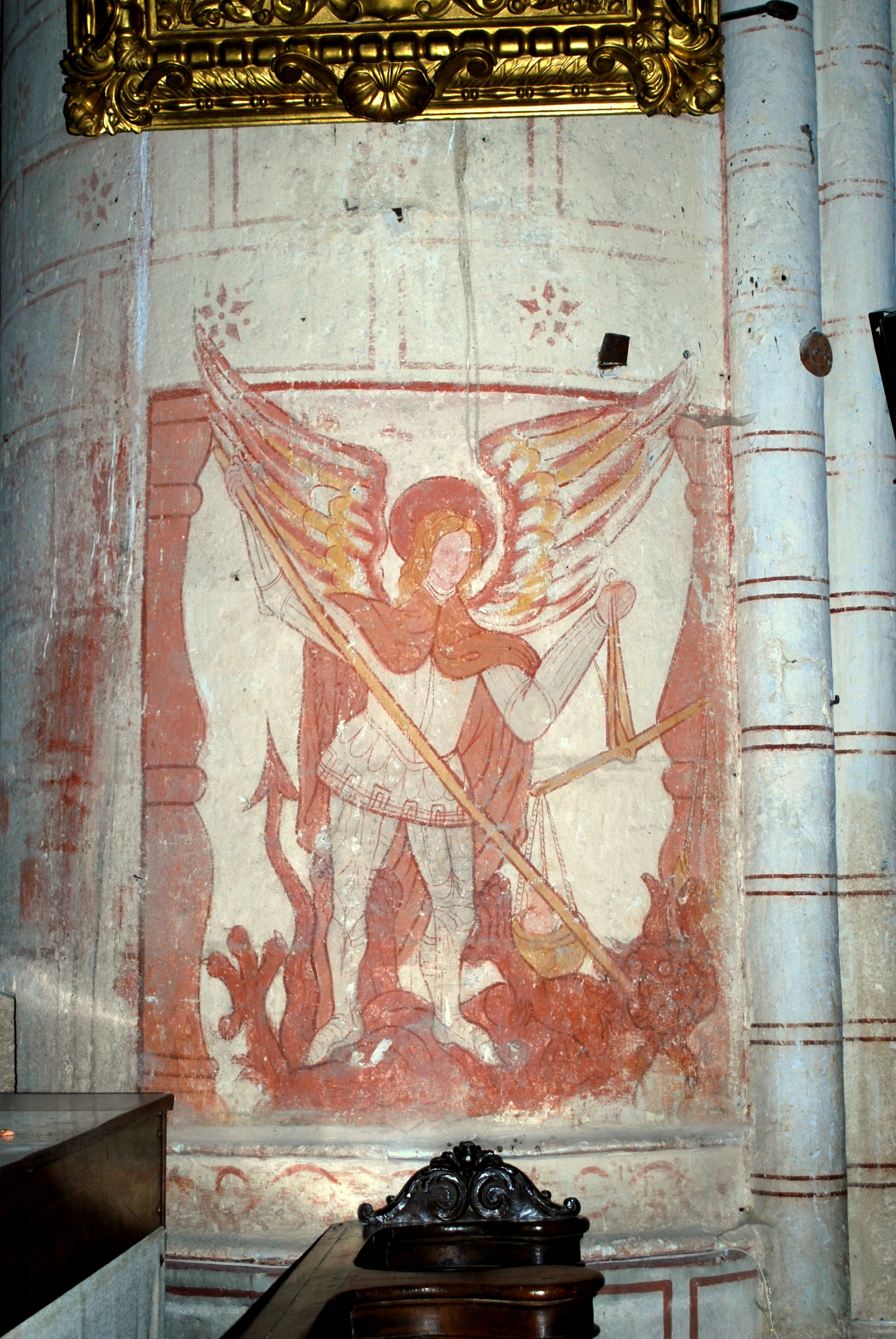
Saint Michel
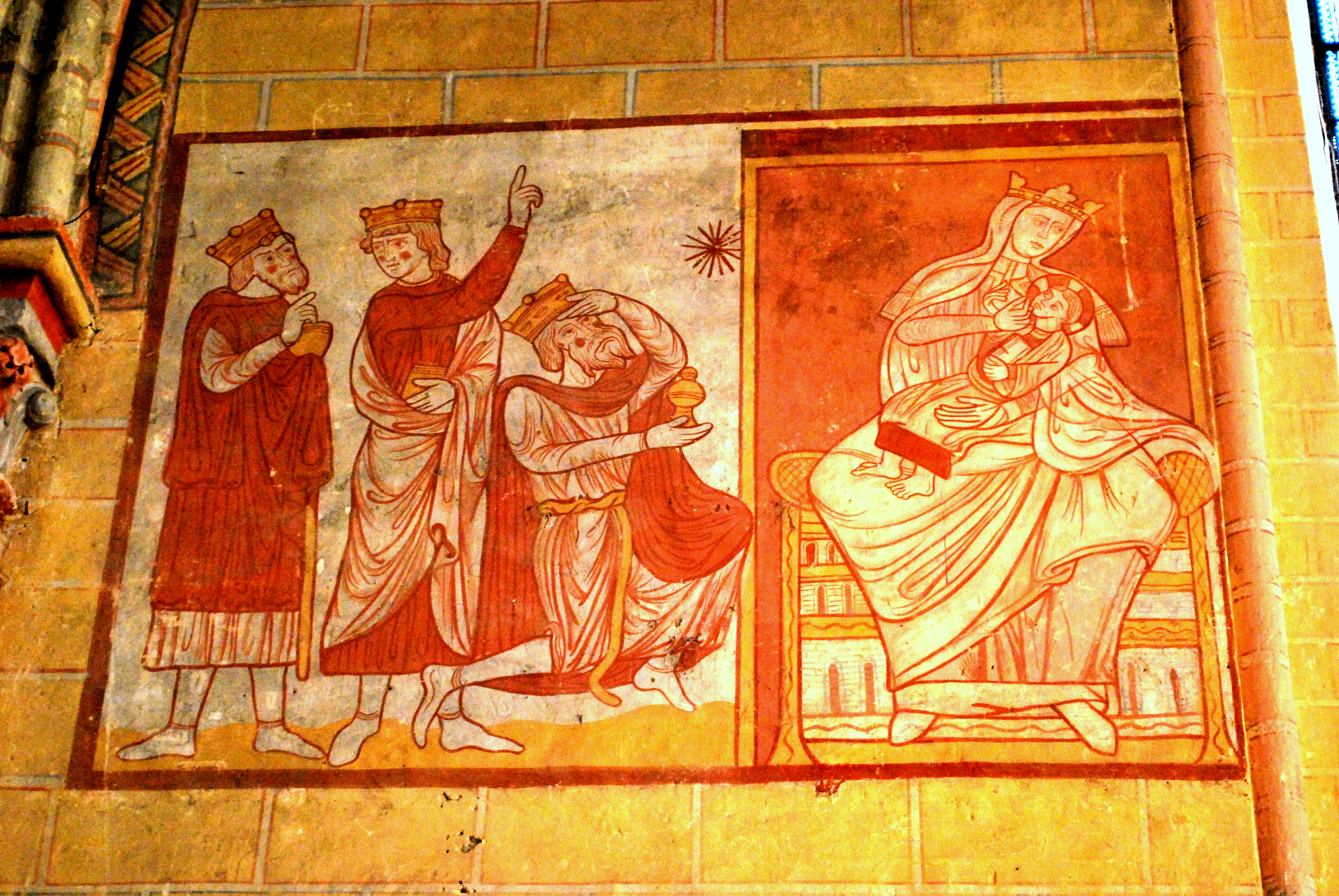
L'adoration des Mages

- Sur le mur occidental, une crucifixion Renaissance dans son état d'origine, après la restauration de 1995.
- Le panneau peint sur un pilier circulaire daté de 1566, représente un calvaire. Il est à proximité de l’image de sainte Geneviève. Celle-ci est représentée entourée d’un ange et d’un démon, qui luttent pour allumer et éteindre le cierge que la sainte tient dans la main.
- À droite de l'autel de la Vierge, sur un pilier adossé au chevet : Saint Michel en armure tient de sa main gauche la balance pour peser une âme et de sa main droite il tient une lance qui perce la gorge d'un démon.
- Sur le mur nord de l'abside, la peinture représente l'adoration des mages.

De cet ensemble peint, saint Michel, ainsi que le Calvaire, sont classés au titre d'objets au Monuments Historiques le 30 novembre 1908.

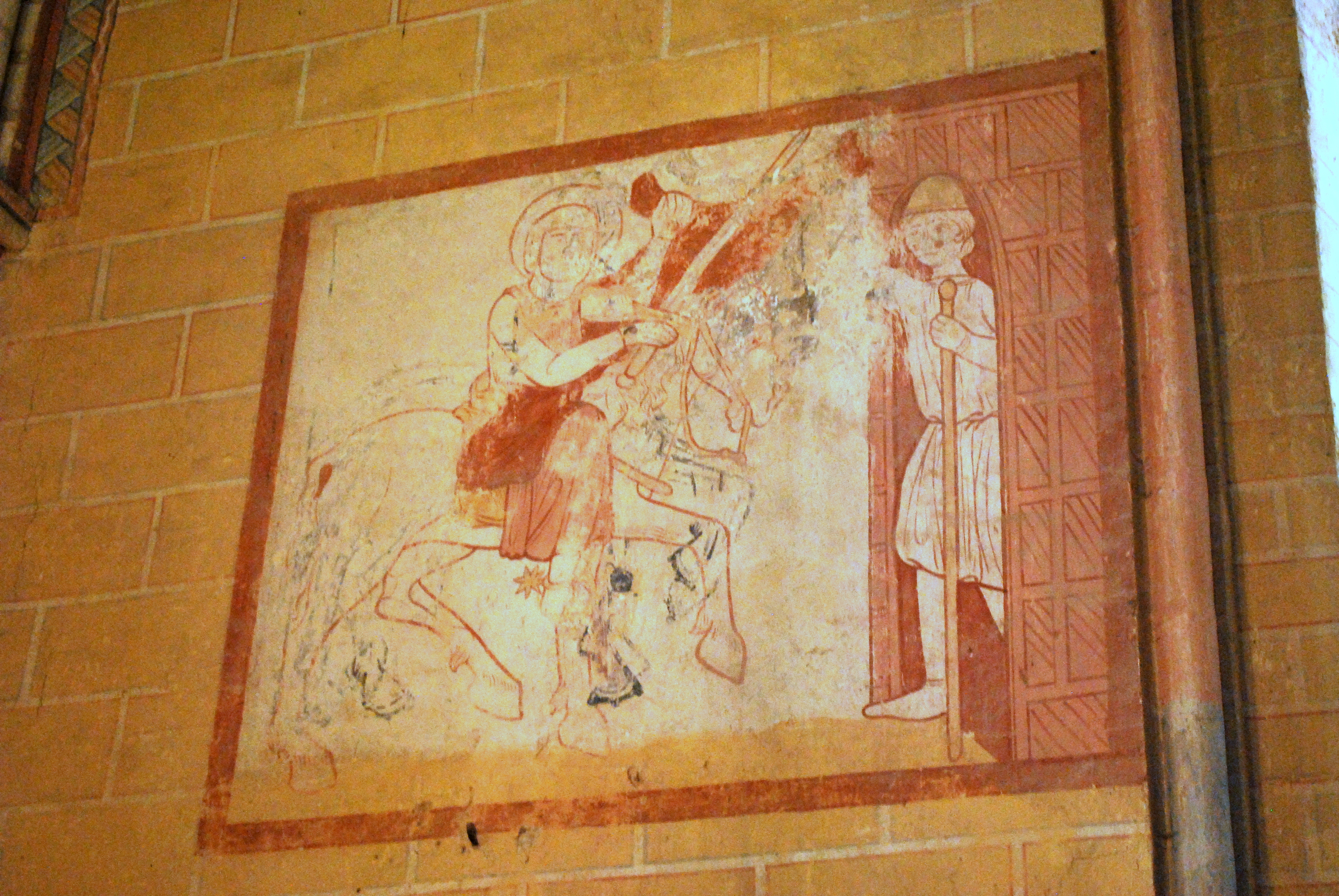
Saint Martin ou saint Jacques le Matamore ?

Sur le mur sud de l'abside, la peinture est censée représenter saint Martin, en soldat donnant son manteau à un pauvre selon plusieurs guides touristiques. C'est peut-être ce que le restaurateur de 1866 a décidé de peindre, mais ce n'est certainement pas le motif originel de la peinture. Quand on regarde ce pastiche, exécuté à l'ocre rouge en 1866, on peut voir facilement les contours noirs du dessin originel. On discerne sans effort l'arrière train d'un cheval qui se cabre en levant les deux pattes antérieures et on note la représentation du ferrage à gros clous de sabots, qui est typiquement romane. Il est invraisemblable qu'un saint Martin partageait avec son épée la chlamyde dont il était couvert, sur un cheval au galop ou qui se cabre ! Il est beaucoup plus probable que l'image qui se cache sous ce 'saint Martin' est celui de saint Jacques le Matamore (Santiago matamoros), souvent représenté comme un chevalier au combat qui brandit son épée à gauche et tient à droite la 'Croix et la bannière' (bandera di Clavijo). À l'époque Jacques était le Patron des croisades de la Reconquista espagnole et l'église une étape vers Santiago. En plus, le saint guerrier au cheval blanc est acclamé par un pèlerin se tenant sur le pas d'une porte, appuyé sur un bourdon, qui n'a rien à voir avec le pauvre, presque nu, auquel personne n'avait fait l'aumône décrit dans la Légende dorée.
Les vitraux
Tous les vitraux datent du XIXe siècle, sauf celui de la baie centrale du triplet, qui date du XVIe siècle.
- Les deux vitraux du mur nord de la nef représentent : Saint Gérard, fondateur de l'église et de l'abbaye et saint Joseph, père nourricier de Jésus de Nazareth.
- Sur le mur sud de la nef les vitraux représentent : Sainte Catherine ; Sainte Jeanne de France et Sainte Germaine de Pibrac
- De chaque côté du chœur des vitraux grisés.
- Au-dessus de l'autel de la Vierge les vitraux représentent l'Annonciation, à gauche, l'ange Gabriel et à droite, Marie.
- Le vitrail central du triplet représente de saint Pierre. Il est daté (1534) et classé[11] au titre d'objet au Monuments Historiques le 26 septembre 1903.

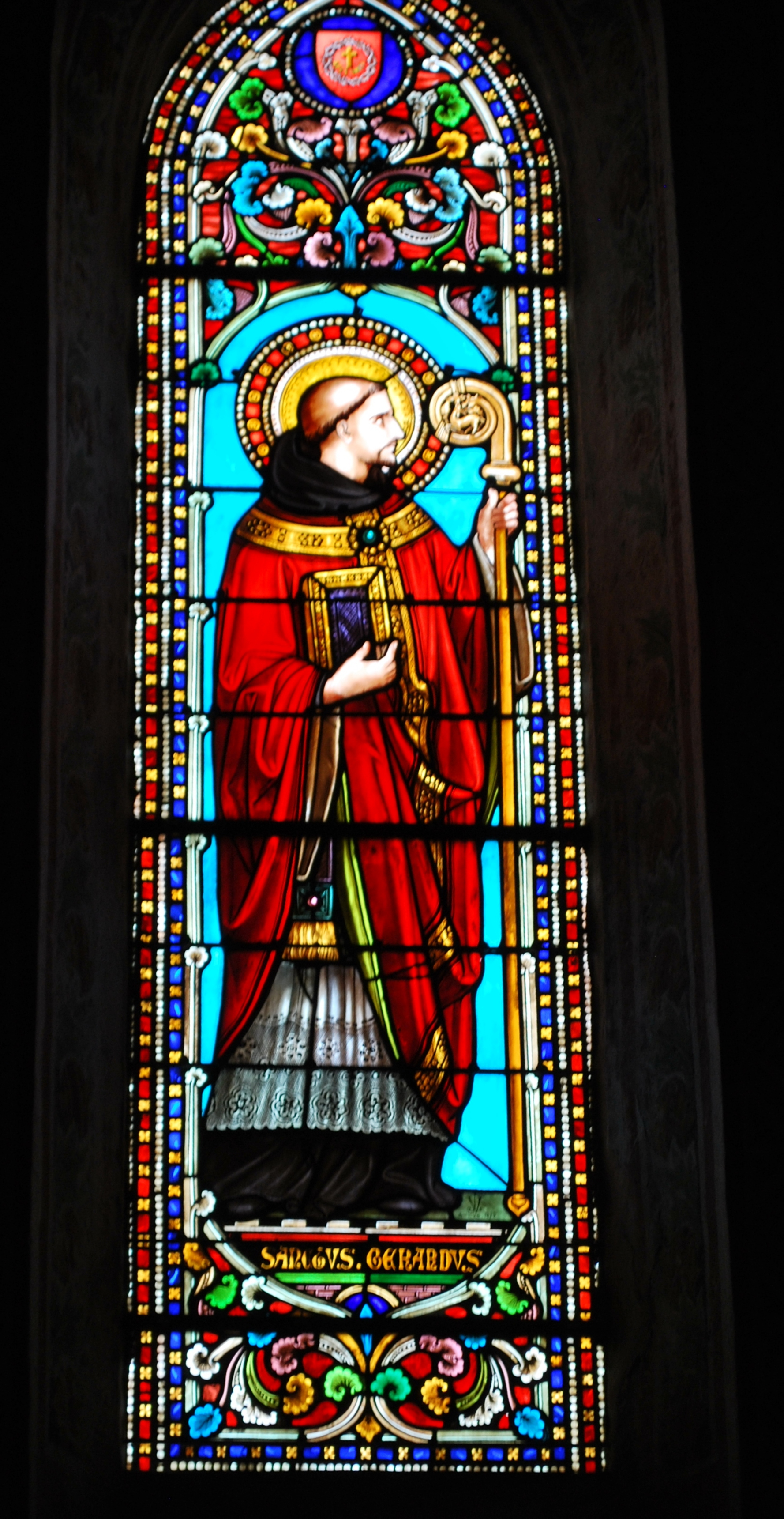
Saint Gérard
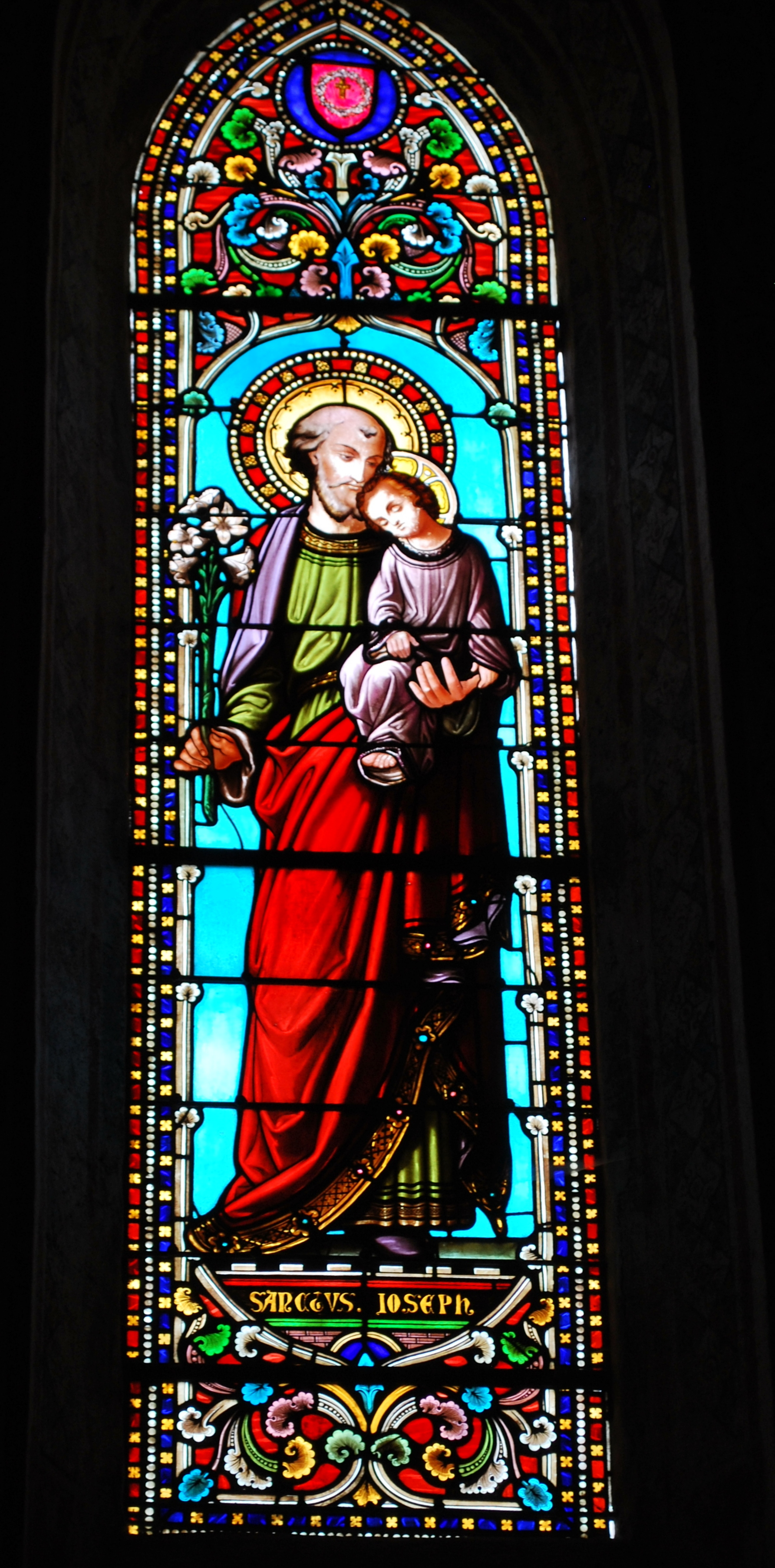
Saint Joseph
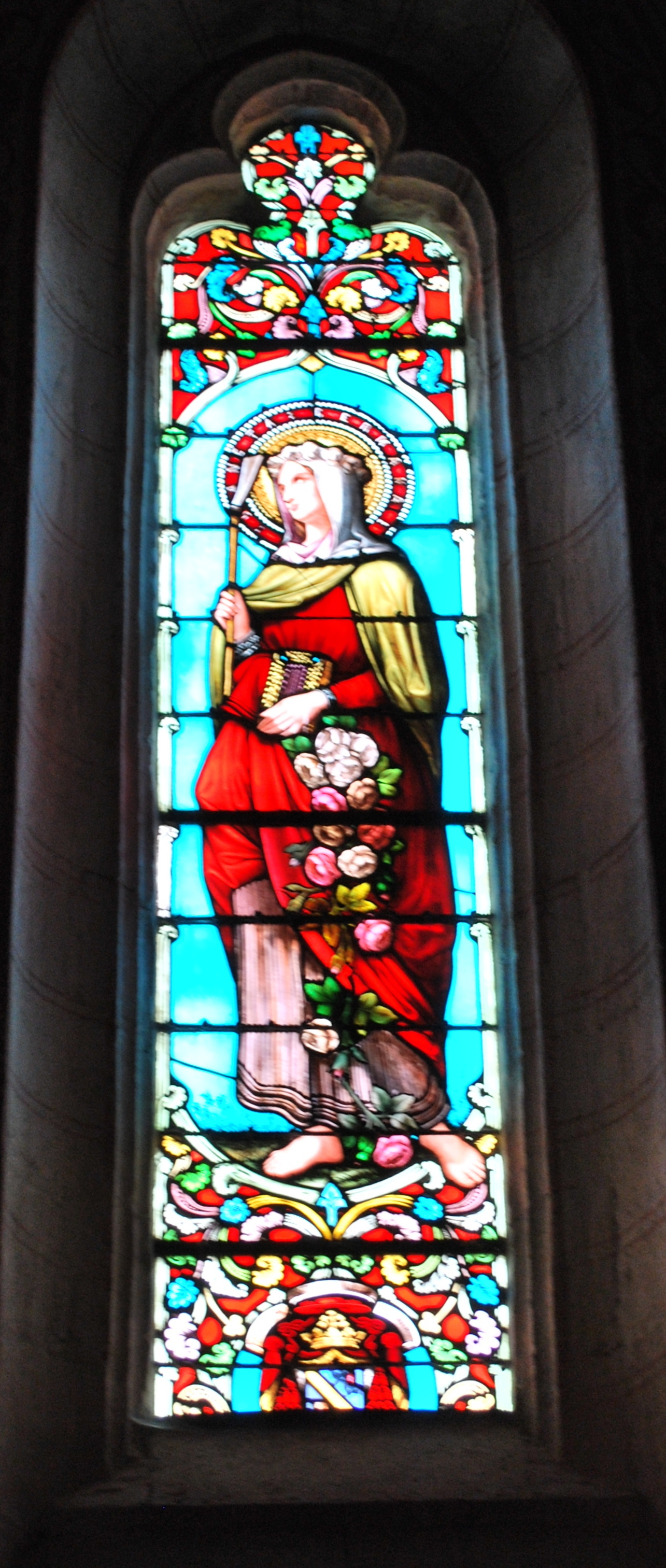
Sainte Germaine de Pibrac
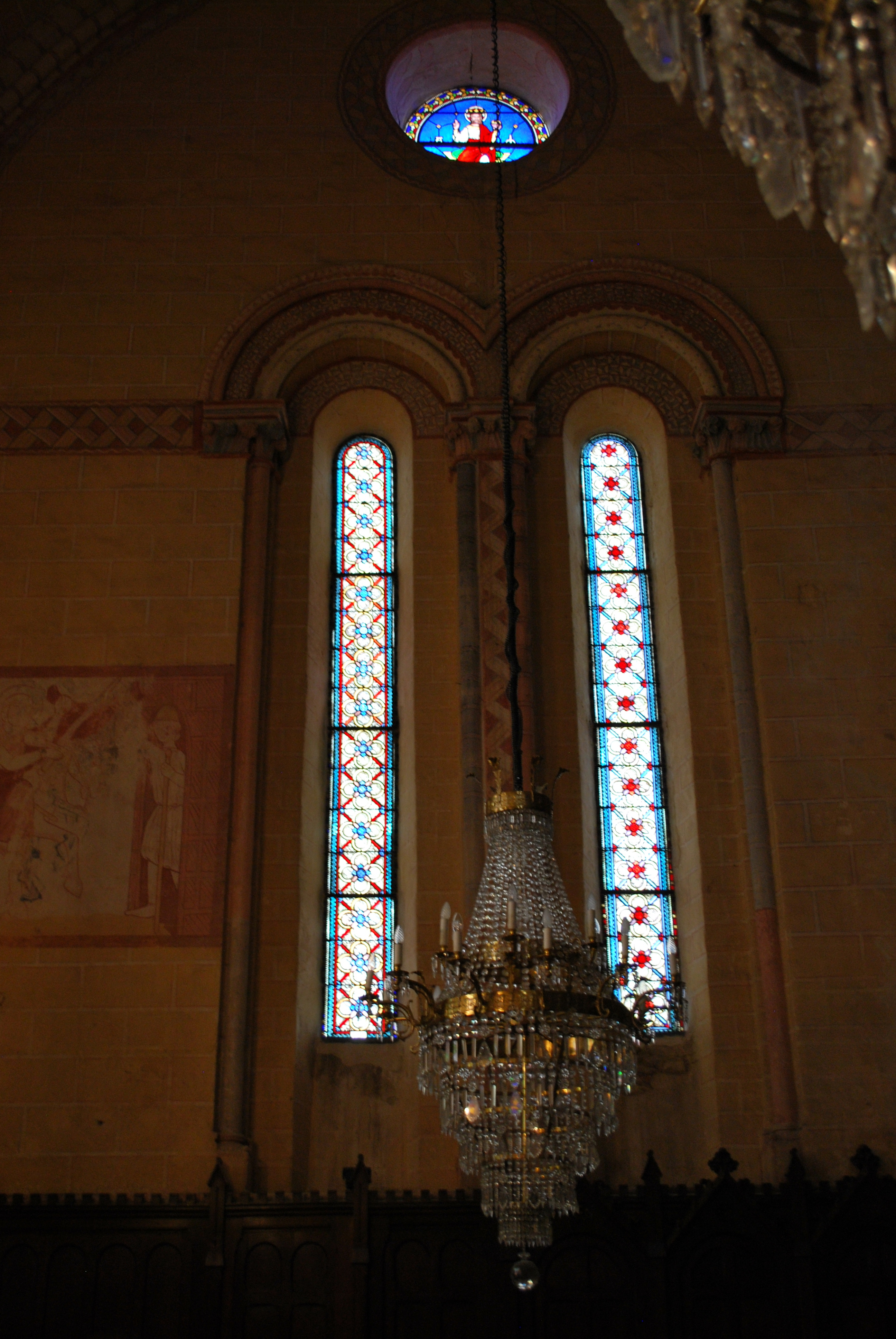
Vitraux grisés
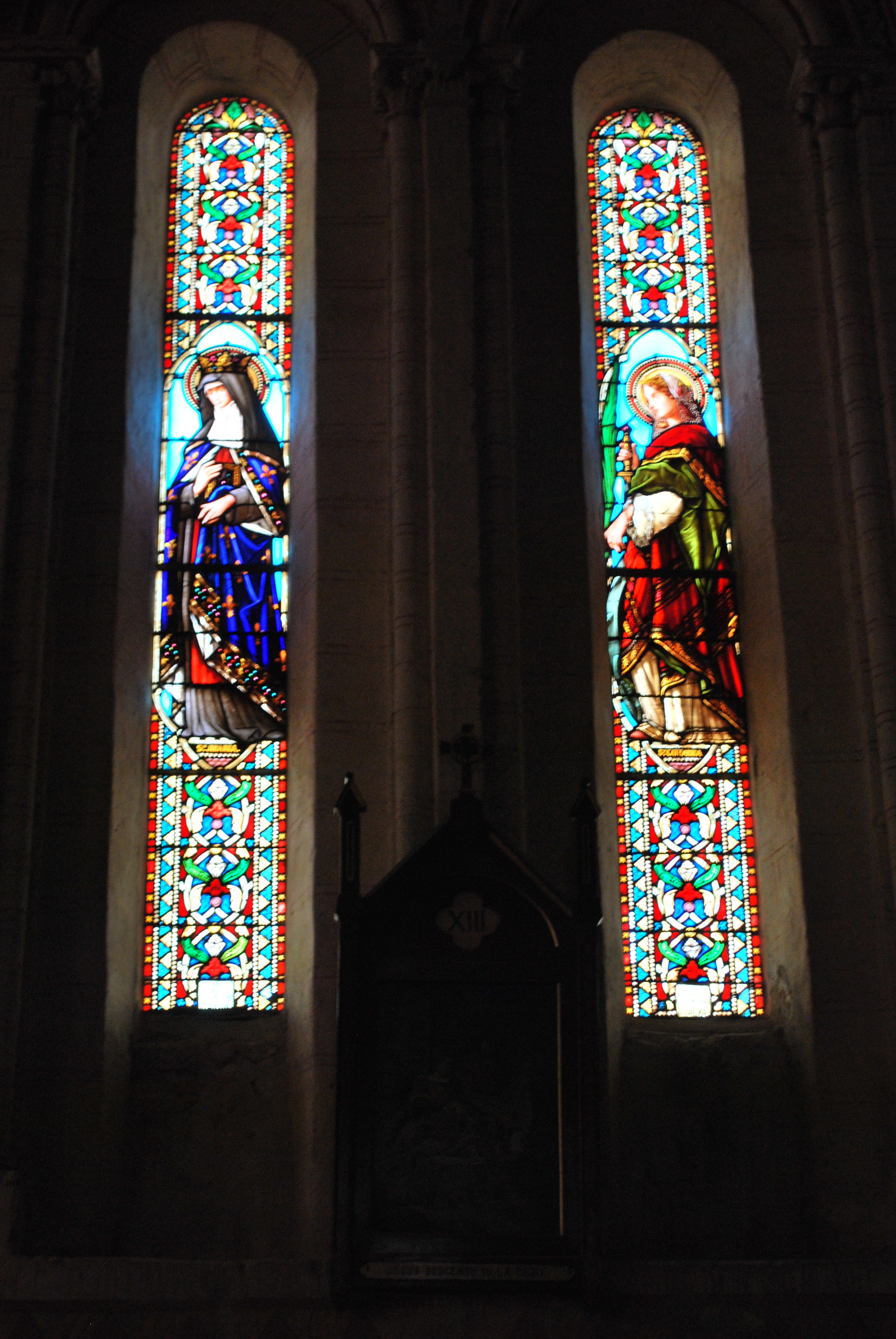
Sainte Jeanne et Sainte Catherine
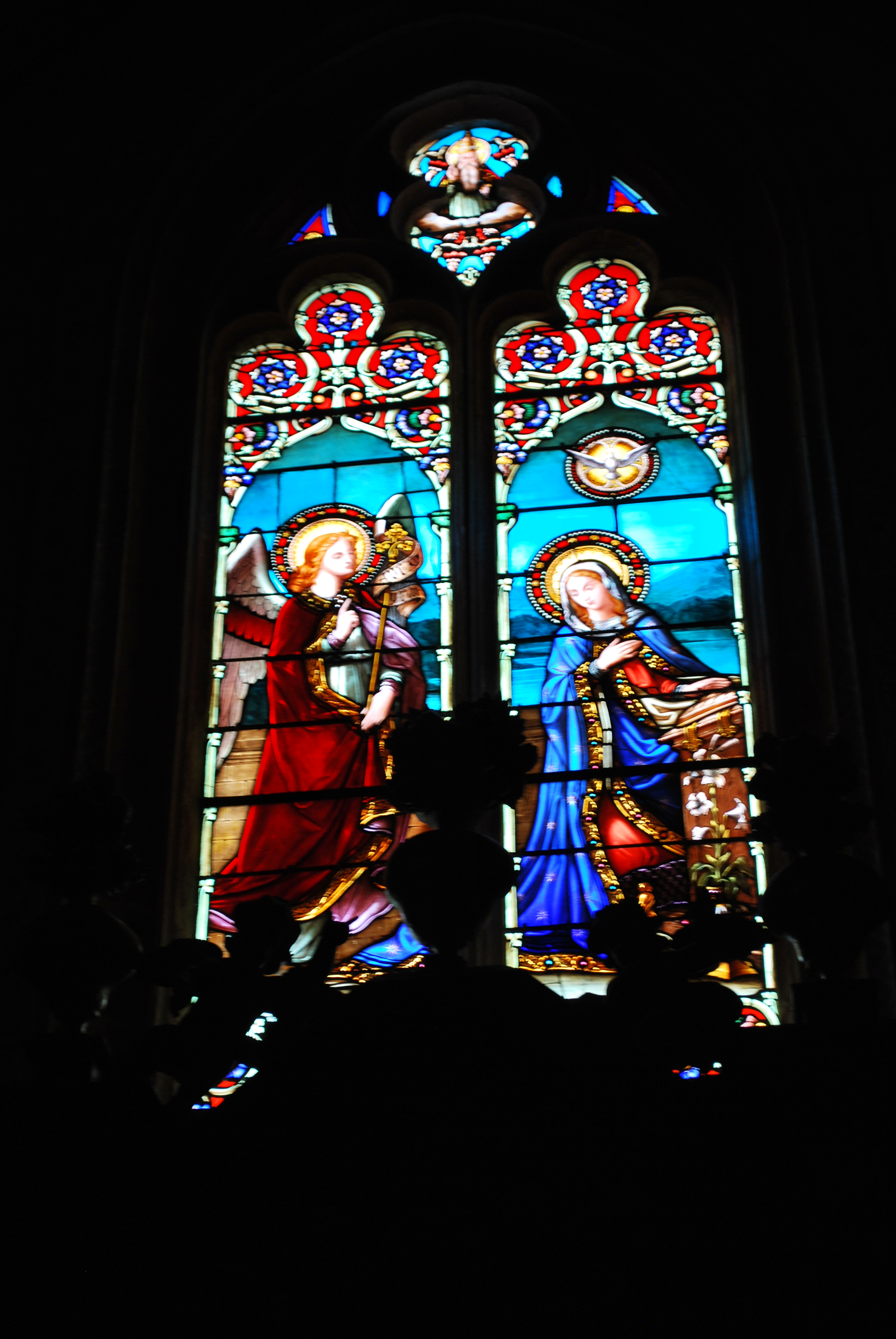
L’Annonciation

- Le triplet
- Saint Pierre

### L'Orgue de Gounod
Depuis 2020, le patrimoine de l'église s'est enrichi de l'Orgue de salon de Charles Gounod, compositeur français né en 1818.
Cet orgue avait été commandé par Gounod à Aristide Cavaillé-Coll en mai 1878. Après le décès de Gounod, le 18 octobre 1893, l’orgue resta quelques années au 20 Place Malesherbes à Paris, aujourd’hui Place du Général Catroux dans le 17e arrondissement.
En 1934, soit 40 ans après les funérailles nationales du célèbre compositeur, sa fille Jeanne fait don de l’orgue à l’Institut Régional des Sourds et Aveugles de Bordeaux (IRSA).
En 2009, l’orgue est classé aux Monuments Historiques.
En 2016, l'IRSA a fait don de cet orgue à la mairie de La Sauve. Sa restauration a été confiée au facteur d’orgue Stéphane Pesce à Pau.
L'instrument a été inauguré et béni par Mgr James, archevêque de Bordeaux, le samedi 19 juin 2021.
L'orgue est dans le collatéral, près de l'autel de la Vierge.

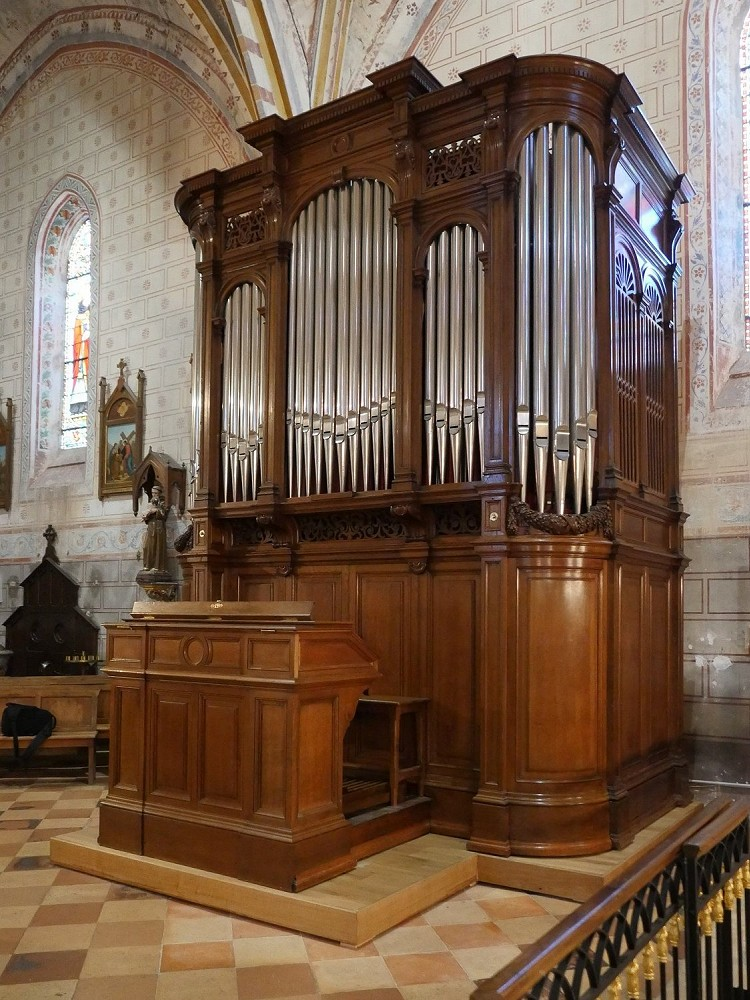
L'Orgue de Charles Gounod en l'église Saint-Pierre

### Les croix du cimetière
Le cimetière de l'église Saint-Pierre a une forme triangulaire. Dans chacun de ses angles se trouve une croix, datant du XVe ou du XVIe siècle. La gravure bien connue de Léo Drouyn ci-dessous ne correspond pas à la disposition réelle des croix dans le cimetière.
- La croix de l'angle nord-ouest s'élève sur quatre marches octogones du côté oriental, et cinq du côté opposé. Le socle et le piédestal sont carrés. Le fût est carré, ses angles sont flanqués de pilastres prismatiques. Sur la partie inférieure du fût la date : l. m.ccccc (1500). La croix proprement dite est plus moderne. On y voit dans le haut, le soleil, la lune et l'inscription : LHOSTE FECIT 1780. C'est le même tailleur de pierre, qui en 1782, a réalisé le bénitier pédicule qui se trouve à l'intérieur de l'église.
- La croix de l'angle sud-ouest s'élève sur deux marches pentagonales à l'occident, et sur trois à l'est. Elle est moins richement ornée que celle du nord-ouest. Le fût est tronqué et la croix absente.
- À l'est la croix est simple : une base cubique et fût octogonal sans sculpture.

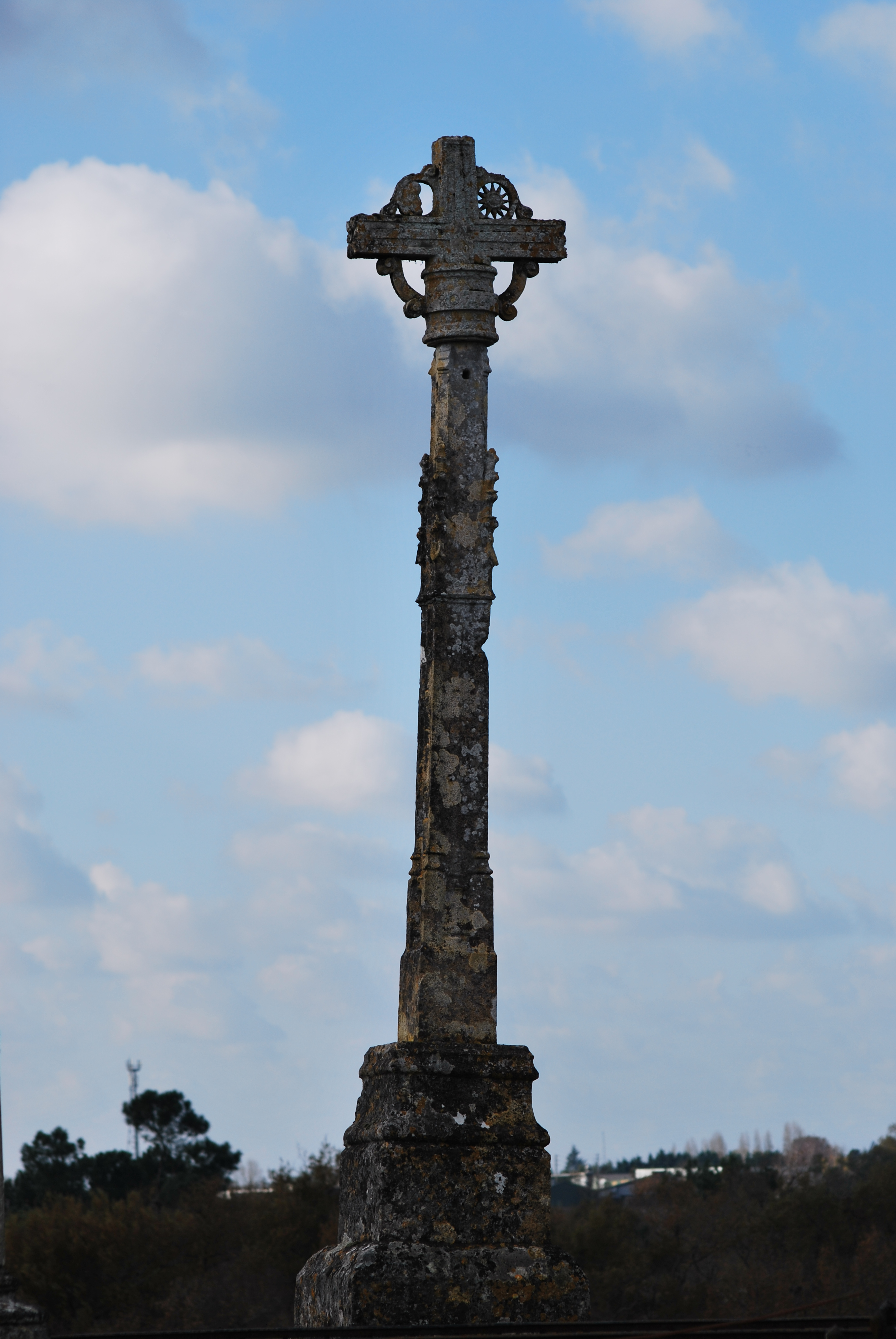
La croix du nord-ouest
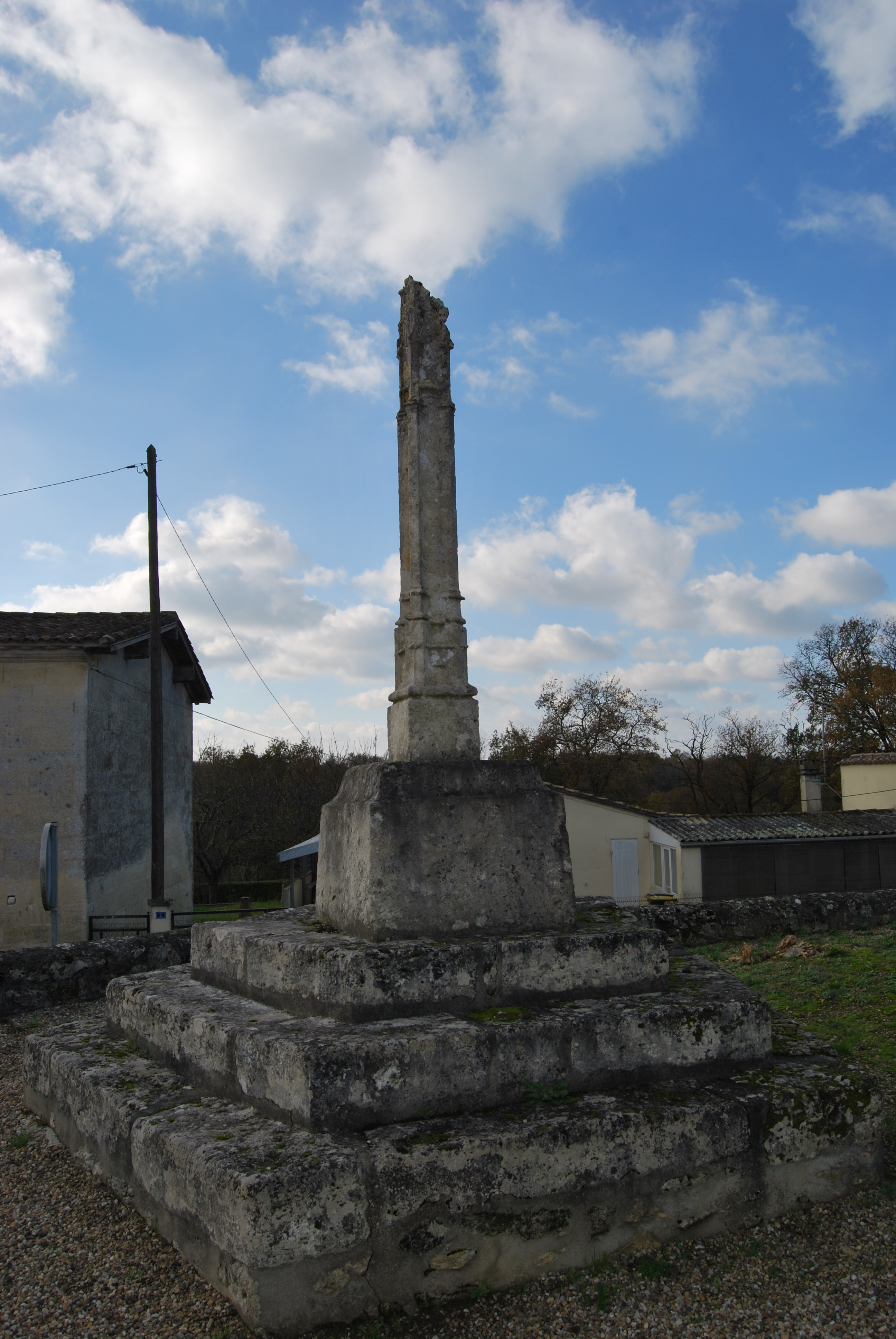
La croix du sud-ouest
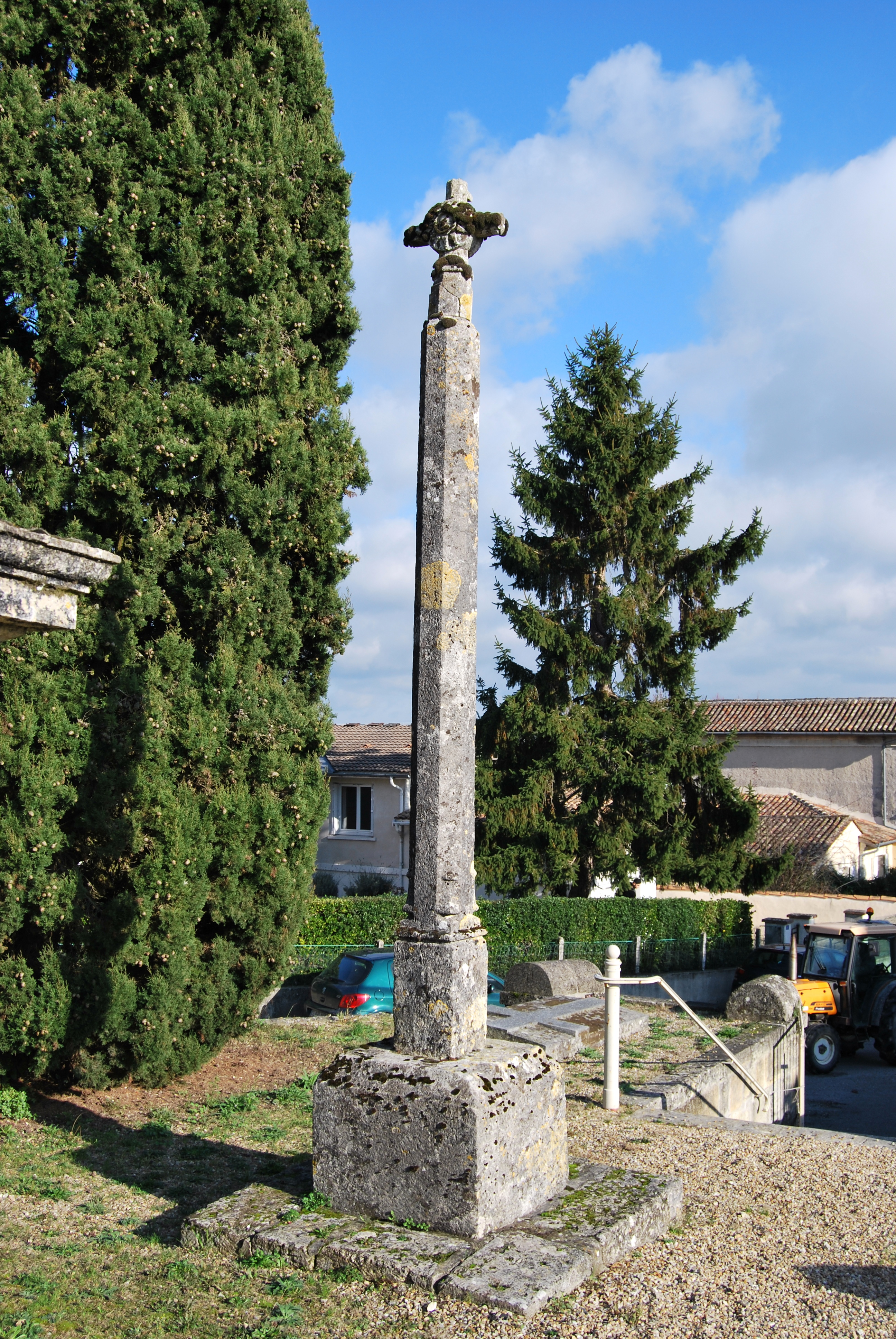
La croix de l'est
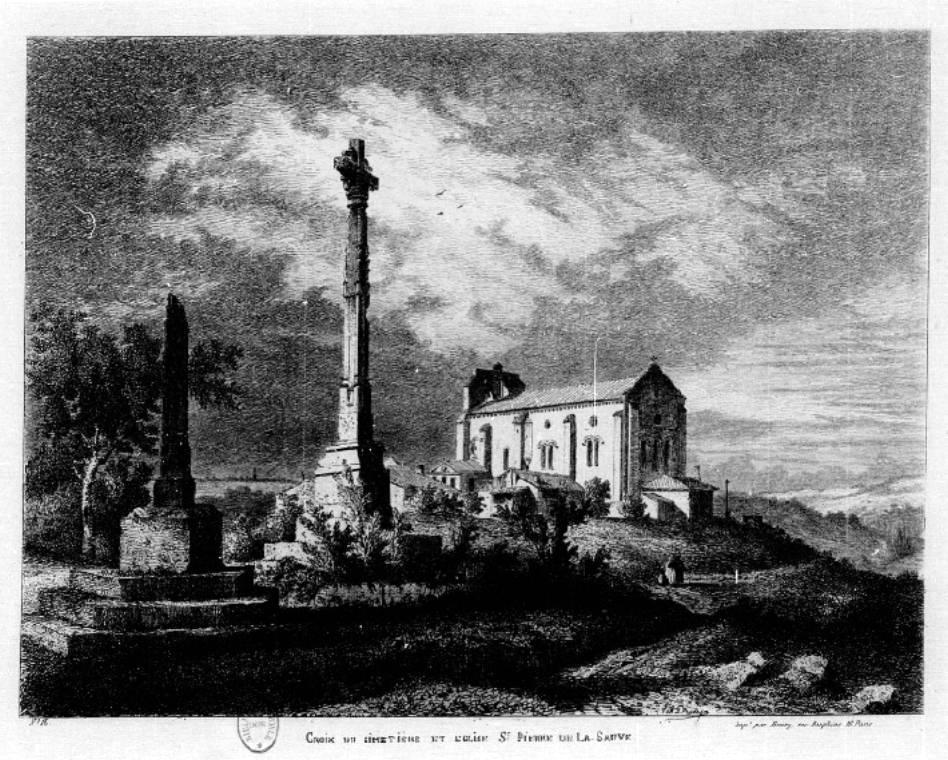
Gravure de Léo Drouyn

L'église est classée au titre des monuments historiques par arrêté du 5 août 1920.